# とある魔術の禁書目録
『とある魔術の禁書目録』（とあるまじゅつのインデックス）は、鎌池和馬による日本のライトノベルシリーズ。また、それを原作・題材とした派生・メディアミックス作品群。イラスト担当は灰村キヨタカ。電撃文庫（メディアワークス→アスキー・メディアワークス→KADOKAWA）にて2004年4月から刊行されている。略称は「とある」「禁書目録」「禁書」「インデックス」など。スピンオフを含めて「とあるシリーズ」と呼ぶ場合もある。
SFやファンタジーの要素を取り入れ、超能力や兵器などオーバーテクノロジー尽くしの「科学サイド」と、聖書や魔術などのオカルト尽くしの「魔術サイド」という、相反する設定の2陣営が混在し対立するという世界観を描いたバトルアクション作品である。
本作のスピンオフ作品『とある科学の超電磁砲』『とある科学の一方通行』『とある暗部の少女共棲』については、当該項目を参照のこと。

## 解説

### 作品成立の経緯
鎌池が第9回電撃ゲーム小説大賞の第3次選考に落選した際、現在の担当編集者である三木一馬の目に留まり、その後1年ほど2人で試作を何本も考案・執筆し試行錯誤を続ける。その中の1本にあったシスターの少女と不思議な腕を持つ少年の話を基に生まれた作品が本作である。
構想の原点としては、「RPGのようなMP消費で何でもありの魔法使い」とは別の、歴史上に実在した魔術師や儀式への疑問を持った鎌池が検索エンジンでそれらを調べ興味を深めたのがきっかけ。そして、最初にインデックスを考案し、彼女を軸に魔術や上条が作られ、それらの対比として学園都市という舞台が生まれるなど、様々な要素を肉付けしていく形で本作の設定が広がったという。

### 構成
三人称形式で書かれ、たびたび他の人物視点に移動する「神の視点」で描写されるが、基本的には主人公一人の視点で進行する。しかし物語の進展などによって登場人物が増えるにつれ、徐々に群像劇的な構成への変遷が見受けられる。
巻ごとにそのエピソードを象徴するようなキーワードやテーマが決められており、巻によって雰囲気やタッチが変化することがしばしばある。また、鎌池が自身の小説的な手法や技術を模索するため、各巻に実験的な課題を設定しながら執筆しているという。
作品全体の大きな区切りとしては、第7巻から第11巻前後までが「ローマ正教」編、第12巻前後から第22巻までが「神の右席」編とされる。「神の右席」編で大きな節目を迎えたことにより、第22巻の次巻からはナンバリングをリセットし、新シリーズ『新約 とある魔術の禁書目録』（しんやく とあるまじゅつのインデックス）が23巻にわたって刊行された。2020年2月からは再びナンバリングがリセットされ、さらなる新シリーズ『創約 とある魔術の禁書目録』（そうやく とあるまじゅつのインデックス）が刊行中。

### 作風・特徴
主人公がバトルで困難を打開する展開がメインであり、少年漫画的な作風と評されることが多い。鎌池曰く「複雑な問題を抱えた魔術師なり能力者なりを、主人公が真正面から叩いていく話」であり、その不屈の姿勢で困難を切り開いていく上条の戦いが作品の柱である。また、地の文や台詞内で作中設定を説明する場面が多く、シーンごとの登場人物の動きの落差が大きいと自己評価している。また、本来の漢字と違う読み方の特殊ルビ（主にカタカナ）が作中設定の用語や人物の二つ名等に多用されることも特徴の一つ。
登場キャラクターが非常に多彩である。名前とデザインがある登場人物だけでも優に100人を超えており、ヒロインとされる女性キャラクターも多い。鎌池によると、新ヒロインや新キャラクターを軸に新たな話を作る手法を得意としているためであるといい、「あらゆるヒロインを一つのシリーズにぶち込んで全方位死角なしにしてる」とも語っている。また、初期では読者を飽きさせないよう巻ごとに軸となるヒロインを変えていたが、9巻辺りからは徐々にヒロインメインから世界観メインにシフトしていったとのこと。
さらに、主人公に設定した登場人物の周りにストーリーが作られるイメージを意図していると語っており、作品内のあらゆる登場人物に視点を合わせるとその人物を中心とする話ができ、誰でも主人公になれる作品だという。物語の進展によって主人公格や準主人公格とされる主要キャラクターが増えるのはこのためである。
なお、特徴的な語尾やしゃべり方をするキャラクターが非常に多いが、これは作中の会話文でいちいち動作を補足することなく、一目で誰がしゃべっているのか判別できるようにするための措置である。

### 実績・評価
2019年6月時点で原作の累計発行部数は1800万部、同年7月時点で「とあるシリーズ」の累計発行部数は3100万部をそれぞれ記録している。また、電撃文庫で原作小説の累計発行部数が1000万部を突破したのは本作が初である。
第1巻発表時、「無名の新人作家としては快挙」と担当者が評するほど「メチャクチャ売れた」とのことで、発売日直後に重版するほどのヒット作となった。
日経エンタテインメント!調べによる読者層の分布では、20代前半の男性が圧倒的に多い。
宝島社が主催する2010年11月の『このライトノベルがすごい!』2011年版で作品部門1位、男性キャラクター部門で上条当麻が1位、女性キャラクター部門で御坂美琴が1位、イラストレーター部門で灰村キヨタカが1位を獲得した。なお全4冠の達成は史上初の快挙である。2014年度においても、「このラノ10年間のベストランキング」1位を獲得し、男性部門・女性部門でも登場人物が定期的に首位を獲得している。『このライトノベルがすごい!2020』にて発表された「2010年代総合ランキング」でも2位となり殿堂入りが決まった。「電子書籍アワード2014」ライトノベル部門では2位を獲得している。

## 沿革
- 2004年4月、文庫『とある魔術の禁書目録』第1巻が刊行。
- 2006年10月、第11巻の発売とともにメディアミックス企画『禁書目録計画』が発表され、『月刊少年ガンガン』（スクウェア・エニックス）と『月刊コミック電撃大王』（メディアワークス）での2誌同時コミカライズが決定。
- 2007年、『電撃大王』2007年4月号より外伝『とある科学の超電磁砲』、『少年ガンガン』2007年5月号より『とある魔術の禁書目録』がそれぞれ連載開始。
- 2007年6月、ラジオ番組『電撃大賞』内でラジオドラマが放送され、同年12月はドラマCDが発売された。
- 2008年10月から2009年3月まで、テレビアニメ『とある魔術の禁書目録』が放送された（詳細は後述）。また、それに関連してWEBラジオ『とある“ラジオ”の禁書目録』の配信も行われた。
- 2009年10月から2010年3月まで、テレビアニメ『とある科学の超電磁砲』が放送された。また、アニメ化に先駆けてWEBラジオ『とある“ラジオ”の超電磁砲』の配信も行われた。
- 2010年10月、原作小説の国内累計発行部数が電撃文庫創刊以来初となる1000万部を突破[21]。
- 2010年11月、『このライトノベルがすごい!』2011年版にて、作品部門1位、キャラクター男性部門1位、キャラクター女性部門1位、イラストレーター部門1位の全４冠を達成。
- 2011年1月27日、PSP専用ソフト『とある魔術の禁書目録』が発売。
- 2011年3月10日、新シリーズ『新約 とある魔術の禁書目録』第1巻が刊行。
- 2010年10月から2011年4月まで、テレビアニメ『とある魔術の禁書目録II』が放送された。また、WEBラジオ『とある“ラジオ”の禁書目録II』の配信も行われた。
- 2011年12月8日、PSP専用ソフト『とある科学の超電磁砲』が発売。
- 2012年12月14日、ソーシャルゲーム『とある魔術の禁書目録 頂点決戦』の配信が開始した。
- 2013年2月21日、PSP専用ソフト『とある魔術と科学の群奏活劇（アンサンブル）』が発売。
- 2013年2月23日、アニメ映画『劇場版 とある魔術の禁書目録 -エンデュミオンの奇蹟-』が公開。
- 2012年10月から2013年3月まで、映画化に先駆けて、WEBラジオ『劇場版 とあるラジオの禁書目録』の配信が行われた。
- 2013年4月から9月まで、テレビアニメ『とある科学の超電磁砲S』が放送された。
- 2013年8月26日から10月10日まで、『とある作品の大総選挙』を開催。
- 2013年9月、『月刊少年ガンガン』2013年10月号と『ガンガンONLINE』より、外伝『とある日常のいんでっくすさん』が連載開始。
- 2013年11月、『このライトノベルがすごい!』2014年版にて、「このラノ10年間のベストランキング」1位を獲得。
- 2013年3月から12月まで、テレビアニメ『とある科学の超電磁砲S』に先駆けて、WEBラジオ『とあるラジオの超電磁砲S』の配信が行われた。
- 2013年12月、『電撃大王』2014年2月号より外伝『とある科学の一方通行』が連載開始。
- 2014年9月、『禁書目録』を含めた各鎌池和馬作品のキャラクターが登場する『鎌池和馬「とある魔術の禁書目録」10周年記念完全新作アニメーションPV』が公開。
- 2015年10月、『電撃大王』2015年12月号より外伝『とある偶像の一方通行さま』が連載開始。
- 2016年5月、『電脳戦機バーチャロン』シリーズとのコラボ小説『とある魔術の電脳戦機』が刊行。
- 2017年4月、『電撃大王』2017年6月号より外伝『とある科学の超電磁砲外伝 アストラル・バディ』が連載開始。
- 2018年2月15日、PS4/PS Vita用ソフト『電脳戦機バーチャロン×とある魔術の禁書目録 とある魔術の電脳戦機』が発売。
- 2018年10月から2019年4月まで、テレビアニメ『とある魔術の禁書目録Ⅲ』が放送された。
- 2019年7月4日、ソーシャルゲーム『とある魔術の禁書目録 幻想収束』の配信が開始した。
- 2019年7月から9月まで、テレビアニメ『とある科学の一方通行』が放送された。
- 2020年1月から9月まで、テレビアニメ『とある科学の超電磁砲T』が放送された。
- 2020年2月7日、新シリーズ『創約 とある魔術の禁書目録』第1巻が刊行。
- 2021年7月27日、『コミックNewtype』にて外伝『とある科学の心理掌握』が連載開始。
- 2022年6月10日、15周年を記念して電撃文庫より小説『とある科学の超電磁砲』発売。
- 2023年3月10日、電撃文庫より『とある暗部の少女共棲』。
- 2023年10月27日、『電撃大王』2023年12月号より『とある暗部の少女共棲』が連載開始。
- 2024年2月1日、『電撃ノベコミ＋』より『エース御坂美琴 対 クイーン食蜂操祈』が毎日連載開始。
- 2025年2月16日、電撃文庫 超新春感謝 冬の祭典オンライン2025にて、とあるプロジェクトの新シリーズが始動することが発表された。

## あらすじ
超能力が科学によって解明された世界。能力開発を時間割り（カリキュラム）に組み込む巨大な学園都市。その街に住む高校生・上条当麻のもとに、純白のシスターが現れた。彼女は禁書目録（インデックス）と名乗り、魔術師に追われていると語る。こうして上条当麻は、科学と魔術の交差する世界へと足を踏み入れていく。
無印・新約のストーリーの区分けについては、鎌池和馬公式サイトのものに準ずる。

### 無印

#### 学園都市編（1 - 10巻）
第1巻
7月20日。上条当麻は、自分の部屋のベランダに引っかかっていた少女と出会う。インデックスと名乗る彼女はこの世界には科学とは異なる魔術の世界があり、自分は魔術師に追われていると語る。上条はそれを信じられなかったが、彼の前にインデックスを狙うイギリス清教の魔術師・ステイル＝マグヌスと神裂火織が現れる。
第2巻
8月8日。上条はインデックスを救うために記憶を失うが、周囲にはそれを隠していた。8月8日、そんな彼のもとにステイルが現れ、三沢塾という進学塾に巫女姿の少女・「吸血殺し」こと姫神秋沙が囚われていることを告げる。三沢塾を占拠する元ローマ正教の錬金術師・アウレオルス＝イザードから彼女を救い出すため、上条は魔術サイドの事件解決に駆り出されることとなる。
第3巻
8月20日。上条は御坂美琴と瓜二つの少女・御坂妹と出会う。やがて上条は学園都市の裏側で行われる凄惨な実験と、それを止めようと美琴が奔走していることを知る。そして上条は実験を止めるため、被験者である学園都市最強の超能力者・一方通行（アクセラレータ）に戦いを挑む。
第4巻
8月28日。一方通行に勝利した上条はその影響で一時的に学園都市を離れることになり、両親やインデックスと共に海へとやってきた。そんな中、人々の外見と中身が入れ替わる事態が発生するが、上条以外にその違和感に気付いている者はいない。上条は、事件解決のためやってきた土御門元春と神裂からそれが「御使堕し（エンゼルフォール）」と呼ばれる大魔術のせいだと知らされ、共に解決に奔走する。
第5巻
8月31日、一方通行は打ち止め（ラストオーダー）と名乗る少女と出会い、彼女のために奔走することになる。
8月31日、美琴は爽やかな少年・海原光貴に好意を抱かれ、頻繁にデートに誘われていた。困った挙句、偶然通りかかった上条に飛びかかり、恋人のふりをするように頼む。
8月31日、上条は夏休みの宿題に追われていた。美琴との騒動も終わったと一安心していたところに、魔術師・闇咲逢魔が現れ、インデックスがさらわれてしまう。
第6巻
9月1日、新学期初日。インデックスは、上条の高校で風斬氷華と名乗る少女と出会い「ともだち」になる。上条、インデックス、風斬の3人は地下街に遊びに行くが、そこにゴーレムを使役する魔術師・シェリー＝クロムウェルが現れ、3人に襲い掛かる。
第7巻
9月8日、ローマ正教が保有する伝説の魔術師が記した魔道書「法の書」と、それを解読したとされるローマ正教のシスター・オルソラ＝アクィナスが日本で誘拐された。彼女を誘拐したのは、神裂がかつて所属していた天草式十字凄教であり、彼女が関わることを避けたいイギリス清教は事件解決のためステイルを日本へ派遣する。そして、魔道書の専門家であるインデックスとその管理人である上条も彼女の救出に駆り出されることとなる。
第8巻
9月14日、「風紀委員」の白井黒子は、都市内でキャリーケースが奪われた事件を調査し始める。捜査を進める黒子と同僚の初春により、事件の犯人は彼女より上位の空間移動能力者・結標淡希だと判明。夜の学園都市を舞台に「残骸（レムナント）」とそれぞれの正義を巡る戦いが始まる。
第9・10巻
9月19日、学園都市は大規模な体育祭・大覇星祭で盛り上がりを見せていた。そんな中、イギリス清教はローマ正教がこの期間を利用して「刺突杭剣（スタブソード）」と呼ばれる聖人を葬れる霊装を取引しようとしていることを嗅ぎつける。ステイルと土御門、そして再び魔術サイドに駆り出された上条は、都市に潜入したローマ正教のシスター・リドヴィア＝ロレンツェッティと、運び屋オリアナ＝トムソンを追う。

#### 「神の右席」編（11 - 22巻）
第11巻
9月25日、大覇星祭最終日。上条は大覇星祭の来場者数ナンバーズで1等を当て、北イタリア5泊7日のペア旅行を手に入れる。旅行に出かけた上条とインデックスは、キオッジアでオルソラ、天草式の面々と再会する。イタリアでのバカンスを満喫しようとする上条だったが、何者かに襲撃され、やがてローマ正教が「アドリア海の女王」と呼ばれる霊装で学園都市、ひいては科学サイドそのものを崩壊させようとしていると知る。上条と天草式の面々は、水の都で女王艦隊を率いる司教ビアージオ＝ブゾーニおよびアニェーゼ部隊に立ち向かう。
第12・13巻
9月30日、上条は大覇星祭の罰ゲームとして1日美琴に付き添うこととなる。同じ頃、一方通行は冥土帰しの病院から退院するが、さっそく打ち止めに振り回されていた。
キオッジアで切り札「アドリア海の女王」を上条に消滅させられたローマ正教は、上条を公式に敵と判断。「神の右席」前方のヴェントが学園都市へ侵攻し、上条は彼女と相対する。
魔術サイドの侵攻によって学園都市が麻痺していく中、アレイスターは切り札・ヒューズ＝カザキリ発動のため、直属の暗部組織「猟犬部隊」の木原数多に打ち止めの誘拐を命令する。一方通行は、打ち止めを守るため「猟犬部隊」に戦いを挑む。
SS1巻
10月3日、ヴェント襲撃と「猟犬部隊」が暗躍した「0930」事件が解決し、上条はインデックスやクラスメイト達といつも通りの日常を送っていた。しかし、この騒動により、学園都市の危険性を感じた保護者達が、学園都市から子供達を回収しようとする運動が活発化していた。
そんな中、暗部組織「グループ」に身を落とした一方通行に、都市上層部からある任務が下される。
第14巻
10月7日。学園都市とローマ正教の対立があらわになり、世界中でローマ正教徒による科学サイドへの大規模デモが起こっていた。そんなこととは無関係に学園生活を送っていた上条は、統括理事会メンバー・親船最中の命を掛けた協力を頼まれる。
上条は土御門にフランスのアビニョンへと連れて行かれ、今回の騒動の原因が「C文書」と呼ばれるローマ正教の霊装だと教えられる。アビニョンで上条は偶然にも「C文書」を探っていた五和と出会い、デモの喧騒の中を教皇庁宮殿へと向かう。しかし、そこには「光の処刑」と呼ばれる魔術を用いる「神の右席」左方のテッラが待ち構えていた。
第15巻
10月9日、学園都市は独立記念日で祝日だった。アビニョン侵攻作戦で警備が手薄になった隙を付き、都市の暗部組織「ブロック」「スクール」が反乱を起こす。それに対し一方通行や土御門が所属する暗部組織「グループ」始め、「アイテム」「メンバー」といった組織が鎮圧に乗り出す。各々組織・個人の目的を達成するため、組織間の入り乱れた抗争が開始される。
第16巻
ローマ正教から追われる身となった上条だったが、いつもと変わらない学園生活を送っていた。そこに天草式の五和が現れ、「神の右席」後方のアックアが上条への襲撃をイギリス清教に予告してきたため、上条の護衛任務を受けて学園都市にやって来たと知らせる。万全の警護を敷く天草式たちだったが、アックアはそれを軽々と破り、上条は五和の目の前で殺されかけてしまう。
リベンジを誓う五和や天草式の面々だったが、聖人のアックアが誇る絶対的な力を前に再び窮地に追い込まれる。その時、彼らを救うべく現れたのは、かつて天草式十字凄教の女教皇であった聖人・神裂火織。聖人vs聖人の戦いの火蓋が切られる。
SS2巻
1月にはスキルアウトの少年三人組が警備員とのカーチェイスを繰り広げ、3月にはナンバーセブン削板軍覇が大暴れし、5月には魔術師の青年オッレルスがとある計画のための調査を行い、自称くノ一の少女郭は忍者の末裔の少年半蔵を追い続けていた。
様々な物語は季節を問わず巡り続け、やがて世界中に散らばる「原石」を巡る争いが発生し、複数の思惑が交錯する。
第17・18巻
10月17日。「禁書目録召集令状」が布告され、インデックスとその管理人である上条はイギリスへ向かうことになる。そのイギリスでは、ユーロトンネルが爆破されるというフランスとの懸念事項が持ち上がっていた。それに魔術サイドが関わっている可能性もあり、インデックスが召集されることとなったのだが、上条たちはハイジャックに巻き込まれてしまう。
やがて一連の出来事は第二王女キャーリサと騎士派が仕組んだものだとわかり、キャーリサによるクーデターが発生する。突然の出来事にイギリスがパニックとなる中、上条はインデックスを救うために動き出す。そんな時、キャーリサ達の目の前に死んだはずのアックアが現れる。
第19巻
10月17日、暗部組織「グループ」は、暗部組織間抗争で知った都市の機密「ドラゴン」の情報を追っていた。そんな中、都市の暗部組織の1つ「迎電部隊」がテロを起こし、グループはその鎮圧指令を受ける。
時を同じくして元「アイテム」の下っ端であった浜面仕上は、同じく「アイテム」で生き残った絹旗最愛や滝壺理后と穏当な生活を送っていた。しかし滝壺の退院祝いをするはずが、滝壺はテロに巻き込まれてしまう。さらには絹旗への復讐を誓うステファニーの襲撃を受け、滝壺と共に逃げる浜面の前に現れたのはかつて殺したはずの超能力者・麦野沈利だった。
第20 - 22巻
10月19日、ロシアが学園都市に向けて宣戦布告を行ったことで第三次世界大戦が勃発する。科学・魔術両サイドを巻き込んだ大規模な騒乱には「神の右席」最後の一人、右方のフィアンマが暗躍していた。
上条はインデックスを救うため、その原因であるフィアンマを追ってロシアへ入っていた。そこには上条をイギリス勢に引き込みたいレッサーもいた。同じ頃、一方通行も打ち止めを救うためにエイワスから聞いた「禁書目録」という言葉を手掛かりに、さらに学園都市から脱出した浜面も滝壺を治療するためロシアの地をさまよっていた。
三者三様の面々は直接的・間接的に関係し合いながらエリザリーナ独立国同盟に近づいていく。

### 新約

#### オティヌス編（1 - 10巻）
新約1巻
第三次世界大戦終結から数日後。学園都市へ帰還した浜面と一方通行は、学園都市の闇と手を切り、それぞれ暗部と無縁な日々を過ごしていた。
二人はそれぞれ別の場所で、「新入生」と呼ばれる新たな暗部組織に追われている少女・フレメア＝セイヴェルンの存在を知る。浜面は彼女を匿っていた半蔵と協力し、一方通行は番外個体と共に事態を調べだす。やがて、「新入生」の猛攻の中でフレメアがさらわれてしまう。
新約2巻
11月5日、上条・一方通行・浜面は上条の部屋へと集合する。そこでレイヴィニアが第三次世界大戦後に出現した謎の勢力と、その背景たる魔術サイドの存在を語りだす。
その頃、「ラジオゾンデ要塞」と呼ばれる所属不明の巨大空中要塞が、大気圏外から学園都市に墜落するコースを取り始める。事態を聞いた上条ら3人は、要塞落下を阻止すべく行動する。
新約3巻
11月10日、「ラジオゾンデ要塞」の主犯である科学と魔術の混合組織「グレムリン」がハワイで暗躍している情報を聞いた上条達は、レイヴィニアの先導でハワイに向かう。一方、時を同じくしてハワイにいたアメリカ合衆国大統領ロベルト＝カッツェは、政府内に進行している「グレムリン」の陰謀を察知し、その魔の手から逃れ事態を阻止すべく単独行動を取っていた。
「グレムリン」と協力関係にあるPMC「トライデント」によるハワイ侵攻作戦が勃発し、その背後に潜むもう一人の黒幕オーレイ＝ブルーシェイクの存在が判明する。上条達とロベルトは合流を果たし、「グレムリン」の陰謀を阻止すべく奔走する。
新約4巻
11月13日、レイヴィニアの思惑で生まれた反学園都市サイエンスガーディアン27社が東欧バゲージシティにて、異能格闘技大会「ナチュラルセレクター」の開催を宣言。その裏には「グレムリン」の策略が潜んでいた。
これに対し学園都市は、バケージシティ制圧のため3人の「木原一族」を投入。同じく、上条も「グレムリン」の陰謀を阻止すべく単独でバゲージシティに潜入する。
新約5・6巻
11月、学園都市では超巨大文化祭「一端覧祭」の季節が訪れていた。「グレムリン」との戦いから学園都市に戻ってきた上条は、「一端覧祭」の準備に振り回されるなど元の日常を取り戻していた。
そこへ「グレムリン」の魔術師トールが現れる。彼の目的は、「グレムリン」のトップである魔神オティヌスが「全体論の超能力」の素体として狙っている不死身の女性、フロイライン＝クロイトゥーネの救出。事情を知った上条はトールと協力し、彼女を救出すべく行動を開始する。
新約7巻
11月、上条は土御門の陰謀により、学園都市内に魔術師が設置した霊装を探すため、「学舎の園」内に放り込まれる。学園都市第5位の超能力者・食蜂操祈の協力を得て霊装を探す上条であったが、土御門の行動に疑問を抱き始めた直後、土御門の妹である舞夏が死亡したという衝撃的な報道を目の当たりにする。
一連の事件の元凶が、統括理事会の一人である薬味久子であることを知った上条は、薬味を探し出すべく奔走する。やがて事態は、学園都市に潜む7500人の「ヒーロー」達と7人の超能力者達が一挙に集い、激突を繰り広げる大混戦にまで発展する。
新約8巻
「グレムリン」の魔神オティヌスは、魔神の力を完璧に振るうため、神槍「主神の槍（グングニル）」の製造に着手する。これに対し、世界の魔術勢力は、「グレムリン」に対抗するため同盟を結成する。
やがて、グングニルの創造場所が、東京湾であることが判明し、「グレムリン」と連合勢力による全面対決が勃発する。一方、「グレムリン」への対抗策の要である上条も仲間と共に、東京湾に出現した「グレムリン」の本拠地「船の墓場（サルガッソー）」に乗り込む。
新約9巻
「グレムリン」の魔神オティヌスは、神槍「主神の槍（グングニル）」を完成させ、それを使うことでグレムリンの本拠地である「船の墓場（サルガッソー）」どころか世界を簡単に壊した。
黒一色の闇の空間に、世界の基準点であり修復点でもある「右手」をもっている上条当麻だけが残されていた。　
そして、神となったオティヌスは、「彼」の心を挫く「世界」を創造した。
新約10巻
数え切れないほどのループの果てに上条当麻という理解者を得たオティヌスは世界を元通りに作り直す。しかし、オッレルスに打ち込まれた「妖精化」によってオティヌスの体は崩壊しようとしていた。
オティヌスを救うべく彼女と共にデンマークへ飛び、イーエスコウ城を目指す上条だったが、その前に科学と魔術の両サイドの戦友たち、そして、オティヌスを憎悪する世界のすべてが敵として立ちはだかる。
2対60億の絶望的な逃避行の幕が上がった。

#### 「魔神」編（11 - 18巻）
新約11巻
常盤台中学の記憶を操る超能力者である食蜂操祈は、上条当麻に出会った1年前の8月を振り返る。
新約12巻
デンマークでの一件を乗り越え、病院から退院した上条当麻は、クラスメイトとの『平凡な』高校生活を取り戻す。そして、『魔神』としての力を失ったオティヌスは、刑罰の一環として新たな上条宅の居候となり、早速飼い猫のスフィンクスに追い回される日々を過ごしていた。
12月1日。上条は放課後、インデックス、スフィンクス、オティヌスと共に第十五学区の巨大複合施設『ダイヤノイド』へ向かう。一方、浜面仕上と待ち合せているアイテムの面々や、素性不明の学園都市第六位『藍花悦』も同施設内でそれぞれ行動していた。
やがて、魔神を自称する『サンジェルマン』という正体不明の人物によって、ダイヤノイド館内は封鎖されてしまう。上条と浜面、アイテム、そして『藍花悦』は、各々の目的を掲げ、直接的、間接的に関わりあいながら、『サンジェルマン』に近づいていく。
新約13巻
12月3日。学園都市では、全学区の学校を巻き込んだ『防犯オリエンテーション』が行われ、上条はその『犯人役』に選ばれる。しきりに校内を逃げまわる上条だが、昇降口の下駄箱で奇妙な手紙を発見する。指定された屋上に赴き目にしたのは、『真のグレムリン』の魔神、『僧正』だった。
僧正からとある提案をされた上条だったが、これを断り、僧正と決裂する。提案を断られた僧正は上条をその魔術でもって攻撃。対する上条は、防犯オリエンテーションでとある高校に来ていた美琴と共に、その場にあったハイテク自転車『アクロバイク』で逃走を開始した。学園都市を舞台にした、壮絶なチェイスバトルが幕を上げる。
新約14巻
12月3日の夜。上条は、自宅に現れたネフテュスから、「理想送り（ワールドリジェクター）」を有する上里翔流が学園都市に潜入していることを知らされる。一方その頃、パトリシアは寄生生命体「サンプル＝ショゴス」に寄生されてしまい、治療施設をたらい回しにされた結果学園都市にたどり着き、姉レイヴィニアは自らの命を懸けて妹を救うため学園都市に入っていた。上条がレイヴィニアを保護する中で、パトリシアは上里に保護され、姉が犠牲となる結末を防ぐため彼に協力を頼む。上条は「魔神」を追って自宅の寮に現れた上里と交戦することとなるが、一時休戦してパトリシアを救うべく協力し合い、上条たちの尽力とネフテュスの犠牲によって姉妹は命の危機を免れる。上条はその後、再び上里と激突し、「幻想殺し」を潰されたものの、その奥にある「何か」によってこれを退ける。上里は直後に対峙した木原脳幹とも戦い、「対魔術式駆動鎧」を消し去って彼に瀕死の重傷を負わせる。木原唯一は彼の遺言を聞き、既存の「木原」を超えた「唯一」の存在になることを誓う。
新約15巻
12月4日。僧正の一件で学校が潰れた為、他校の設備を間借りすることになった上条達。訪れた先で上条は上里翔流と再会を果たす。同時刻、学園都市へと侵入した『絶滅犯』こと上里の義妹去鳴は『上条勢力』を崩すべく『該当者』である浜面と接触し、次いで美琴と交戦する。自らの成長の方向性に絶望していた美琴は、去鳴が操る未知の力に興味を惹かれていく。
上条は受け入れ先の生徒会長化生院明日香や彼女に世話を焼く秋川未絵、副会長と交流し、生徒会を手伝う上里とも行動を共にする。上里が提案した去鳴に対する作戦に協力するものの、上里の申し出は罠で上条は上里勢力の襲撃を受けてしまう。しかし去鳴が乱入し上里と対峙、一方通行をけしかけ上条を救出する。去鳴は上里の目を覚まさせる為には上条の力が必要であるとし、手を組ぶ。
秋川は最近の化生院の様子に違和感を覚え、上条に相談を持ち掛ける。焼却炉の噂が上里主導だと知った上条と去鳴はそこに化粧院の本物が閉じ込められているとし、生徒らによる着火を阻止する。だが炉内には何もなく、水を差した上条は生徒達から失望され孤立してしまう。姿を見せた上里に対し去鳴と秋川は激怒するが、上里は噂の狙いは別にあり生徒会長については知らないと弁明する。困惑する４人の前に化粧院は現れ、上里の理想送りを切り落としながら木原唯一が正体を現した。
理想送りを得た唯一は、上里の右手を取り戻さんとする去鳴ら上里勢力と上条と交戦する。去鳴の『外的御供』による手数と理想送りが効かないこともあってか善戦するものの、唯一が生み出した魔神により一掃されてしまう。上条と去鳴は美琴に救出されるが、唯一の追撃に散り散りになってしまう。独り建物へと落ちた美琴は「対魔術式駆動鎧」と接触、形見に触れられることを恐れた唯一の矛先が美琴へ変わったことで、上条と去鳴はチャンスを逃すまいと打って出る。だが躊躇が隙を生み、上条は唯一によって捕えられてしまう。それを目撃した美琴は上条を失う恐れから衝動的に「対魔術式駆動鎧」を使用、唯一の肉体を消失させた。
その後、美琴は夜道を彷徨いながら「対魔術式駆動鎧」によって一線を越えた先の新たな世界を知り打ち震えていた。しかし心配した警備員によって自分が鼻血を流していることに気づき、理由が分からず首をかしげていた。一方で上里は理想送りを失って尚も自らを慕う上里勢力の少女達を前に、彼女らの好意が理想送りとは無関係であったことを悟り、当たり前の輪を噛みしめながら彼女達と日常へ戻るべく決着へと進み始める。一命を取り留めた唯一は現れたアレイスターに対して復讐を誓いながら、彼の計画に影響を及ぼす『上里翔流と御坂美琴の抹消』を分担する提案に乗った。
新約16巻
12月7日。原因不明の大熱波が学園都市を襲い、地上には謎の生物「エレメント」が蔓延っていた。上条は吹寄、青髪ピアスらクラスメイトと共に、水を探す日々を続けていた。御坂美琴に救われた上条は常盤台中学へと案内される。
新約17巻
12月9日。木原唯一から右手を取り戻した上里翔流だが、自らの右手により新天地に飛ばされてしまう。「理想送り」を盾にすることで上里勢力を従えた木原唯一から逃れるべく、上条は府蘭と協力し上里救出へ動き出す。
新約18巻
12月11日。学園都脱出を目指す土御門と府蘭だったが、アレイスターの魔術によって土御門舞夏が蝕まれる。状況を打開するため、上条は土御門兄妹やインデックス、オティヌス、烏丸府蘭達と共に、学園都市統括理事長の本拠地「窓のないビル」へ突入する。そこで現れたミナ＝メイザースを名乗る女性の誘いで、上条は「人間」アレイスター＝クロウリーの軌跡を経験。アレイスターが魔術を憎む原因に至った最愛の娘「リリス」の死、そして「ブライスロードの戦い」で先代の幻想殺しを宿した矢を垣間見た。そのままミナに導かれアレイスターと対峙、学園都市が自分のために作られたことを知る。アレイスターと戦闘になりその場で召喚されたエイワスに苦戦したが、周囲の助力でエイワスを一旦消失させることに成功。上条は遂にアレイスターに勝利する。
上条がアレイスターに勝利した後、ローラ＝スチュアートが窓のないビルに現れた。彼女は自身の正体がアレイスターの2人目の娘「ローラ」に憑依した「コロンゾン」であることを告げ、過去の「契約」を履行するためにアレイスターをダモクレスの剣で殺害した。しかし直後にアレイスターの内に秘められた「10億8309万2867人」もの可能性が解放されコロンゾンに向けて宣戦布告、数多くのアレイスター軍団が瞬く間にイギリスと連合国の制圧を開始した。最終的に可能性の一つである美少女化したアレイスターが上条と接触する。

#### コロンゾン編（19 - 22巻リバース）
新約19巻
アレイスターはコロンゾンを乗せた窓のないビルを宇宙へと打ち上げる。直後にエイワスが出現、ミナを窓のないビルから地球へ逃し、宇宙空間でコロンゾンと戦闘を開始する。宇宙から「A.O.フランキスカ」（烏丸府蘭をベースにした霊媒）を操って学園都市を乗っ取ろうと画策するコロンゾンの脅威を払うため、上条と美少女アレイスターが行動を共にする事になる。
一方、浜面仕上はいつの間にか詳細不明の防護スーツ「プロセッサスーツ」を全身に着せられ、一方通行や同型のスーツを着た謎の人物「A.O.フランキスカ」に命を狙われる。途中で謎の赤ちゃん「リリス」を発見、リリスを連れて滝壺と合流したが、突如リリスが謎の発熱に見舞われる。送り届けた病院では何故か医療用データバンクにアクセス出来なかったが、その原因が自身が着ていたプロセッサスーツにあると知る。実はスーツは学園都市の統合データベース「書庫（バンク）」だった。コロンゾンの霊媒の一つ「A.O.フランキスカ」が学園都市を乗っ取るためにプロセッサスーツを奪取し、囮として浜面に予備のスーツを着せたのだが意図せずスーツ間のSIM競合が発生、邪魔になった予備スーツ（浜面）を狙っていた。いち早くこの異変に気付いた一方通行は、「自身の能力を再現したスーツ」と一連の騒動の発端であるフランキスカを追跡中、学園都市に降り立ったミナと遭遇し戦闘になる。その後、異変の渦中はリリスと勘違いしていた浜面に見解の相違点を示唆する。
フランキスカに追い詰められた浜面だが謎の力を発揮したリリスに救われる。彼女は操っていた木造性乳母を介して「ニュイ＝マ＝アサヌール＝ヘカテ＝サッポー＝イザベル＝リリス」と名乗り、その場に居ない「父親」アレイスター＝クロウリーに向けて言葉を紡ぐ。その後、父アレイスターと再会。アレイスターは一世紀ぶりに最愛の娘を腕の中で抱いた。
上条の前に敵として現れた自動書記状態のインデックスをミナが、コロンゾンの霊媒にされた府蘭をアレイスターが助け出し、学園都市を取り巻く脅威はひとまず取り除かれたかと思われたが、直後エイワスに勝利したコロンゾンが外宇宙を移動中の窓のないビルを学園都市へ落下させる。が、実はこれはエイワスとアレイスターの罠で、実際には窓のないビルは「新天地」に墜落していた。
アレイスターは新天地から戻ってきたコロンゾンに向けて「学園都市の凍結」と「霊媒にされた自身のもう一人の娘（ローラ）の奪還」を宣言する。
新約20巻
学園都市を捨てたアレイスターはロンドンで大悪魔コロンゾンの弱点を掴むべく、イギリスへの総攻撃を開始する。
新約21巻
ウェストミンスター寺院の墓地に辿り着いた上条、一方通行、アレイスター。そこで見たのは、100年前にアレイスターが因縁の地・ブライスロードで両断したはずの男、メイザースだった。
新約22巻
本性を現した大悪魔コロンゾンによりアレイスターが倒れた。世界の命運は上条、一方通行、浜面の三人に委ねられる。
新約22巻 リバース
コロンゾンとの戦いの後、上条・インデックス・美琴・食蜂はウィンザー城での祝賀会に招かれる。その最中、突如ドラゴンがウィンザー城に襲来する。ドラゴンから現れたのは、もう一人の上条だった。

### 創約
創約1巻
クリスマス・イヴ。補習に勤しむ上条当麻と新たな食いしん坊スキルを発動するインデックスのもとに、イヴの空気にやられた御坂美琴が現れる。
創約2巻
気づけば病院にいた上条当麻はなぜか美少女たちによる看護ラッシュに巻き込まれる。そして、アンナの思惑を察知した美琴と食蜂は同じ目的のために手を組む。
創約3巻
「風紀委員」の黒子に課されたのは、学園都市の「暗部」を全て潰す計画「オペレーションネーム・ハンドカフス」。事態打破の鍵となるのは「学園都市最大の禁忌」という謎のフレーズだった。
創約４巻
病院のベッドから抜け出した上条当麻が降り立ったのは、温暖なはずが極寒となったロサンゼルスだった。しかも全人口消失という異様な状況。アンナ率いるR&Cオカルティクスが引き起こしたこの異常事態下で、上条とインデックスは共に事件解決に挑んでいく。強襲する敵の魔術師を躱した先に出会ったのは、たった唯一の生存者である銀髪褐色の幼い少女、そしてその母親の『痕跡』だった。
創約5巻
冬休み、年末の学園都市。ある朝、上条当麻が目を覚ますと何故か同じ毛布にアリスという謎の金髪少女が。そして事件は起こる。『ハンドカフス』で壊滅した『暗部』、その生き残りを乗せた装甲列車が衝突事故を起こし、凶悪な囚人達が外に逃げ出したのだ。激化する戦闘、露わになる『暗部』の恐怖。しかし何も知らない上条達がとっさに手を差し伸べたのは、よりにもよって滅法凶悪な花露妖宴だった。
創約6巻
12月31日。金欠不幸少年・上条当麻が、頼れるセンパイ雲川芹亜に誘われてバイトにやってきたのはなんと渋谷。しかも、アウェイの中のアウェイであるこの街で、『あの』アリスのお仲間と思しき超絶の魔女アラディアが襲いかかってくる。彼女の狙いは、上条の命そのものだった。渋谷の喧噪、刹那の隙に、アラディアの右手が少年の体を破壊し、上条当麻の殺害は完了した……かに思えた瞬間、彼に手を差し伸べ窮地を救ったのは、ボロニイサキュバスと名乗る、すげえー格好のセクシーお姉さん。そんなお姉さんに手を引かれ、地獄の逃避行が始まる。
創約7巻
1月1日。大晦日も『不幸』だった上条当麻は心機一転、初詣へ。神話や宗教を一纏めにした第一二学区で屋台を堪能中、振袖姿の御坂美琴に食蜂操祈ら常盤台のお騒がせ女子達とも合流、みんなで神社で手を合わせることに。そこで上条は決意する。学園都市をじわりと追い詰める『橋架結社』の本拠地を突き止めると。雲川芹亜がボロニイサキュバスに仕掛けた発信機があれば実際にできるのだ。
創約8巻
敵対者である『悪意の化身』アンナをうっかり庇ってしまった上条。当然の如くかつてないピンチに見舞われていた。彼の前に立ちはだかるのは強大過ぎる、３つの『脅威』。『橋架結社』の超絶者専用暗殺者ムト＝テーベ。新統括理事長・一方通行(アクセラレータ)が管理する学園都市。アレイスター＝クロウリーにアンナの天敵・キングスフォード。 しかし当のアンナは意外にも余裕。ただ逃げるのではなく、何か一発逆転の秘策があるらしい。それは『悪女』にしか思いつかない手段だった。そして暴かれる『橋架結社』の真の目的とは。
創約9巻
魔神も超絶者も超能力者も魔術師も。全てを超える存在、CRC（クリスチャン＝ローゼンクロイツ）。恐るべき力を持つアリスすら瞬殺する銀髪の青年は、『退屈しのぎ』に学園都市を闊歩し、人々を蹂躙する。その天災の如き前進の先にあるのは、カエル医者の病院で眠るアンナ＝シュプレンゲル、彼女の抹殺だった。上条は、かつては敵であったその少女を見捨てられない。絶対に。絶望的な状況の中、CRCの前に上条当麻は立ちふさがる。
創約10巻
アリス＝アナザーバイブル。死んだはずの少女は、意外な姿で再び復活した。それを目撃したインデックスは窮地に陥る。しかし、共にいたオティヌスだけは逃がし、入院中の上条当麻に危機を伝えることには成功した。そして、オティヌスから話を聞いた上条は、再び拳を握る。
創約11巻
上条当麻は、アリスを救うために、ただ立ち尽くしていた。しかし、すでに生命活動は停止していた。冬休み最後の日。学園都市のとある少年の死亡確認は取られる。虚無。何もない空間。上条が目覚めるとそこに降り立つ一人の女性、アンナ＝キングスフォード。驚く上条はとある提案を耳にする。

## 外伝・番外編作品
この項目では、各外伝・番外編小説の概要とあらすじを解説する。
- スピンオフ作品『とある科学の超電磁砲』およびその関連作品（小説「とある科学の超電磁砲SS」及び「とある科学の超電磁砲外伝 アストラル・バディ」を含む）については当該項目を参照。
- スピンオフ作品『とある科学の一方通行』については当該項目を参照。
- スピンオフ作品『とある暗部の少女共棲』については当該項目を参照。
- 単行本化されていない作品の一覧と掲載誌については単行本未収録作品一覧を参照。

### SP
短編集『とある魔術の禁書目録SP』の収録作品。
ステイル＝マグヌス編
ステイル＝マグヌスを主人公とする長編。上条視点のサイドストーリーを描いた短編漫画が同時掲載されている。初出は電撃文庫MAGAZINE プロローグ1 - 2、および Vol.1 - 4（2007年12月 - 2008年10月）。
ある日、ステイルは学園都市を訪れ、同僚のテオドシア＝エレクトラから協力要請を受ける。その後、彼女との交戦を経て、テオドシアとパトリシア＝バードウェイの事情を知り行動を共にする。事態の真相を探っていたその時、敵の黒幕であるリチャード＝ブレイブからの襲撃を受ける。
短編漫画
ステイル編と同日、上条は不幸にも謎の人物達に遭遇し追い回され、さらに巻き込んだと思っていた少女レイヴィニアに嵌められる。その後、レイヴィニアは上条宅にて本題を語りだし、上条とマークを「ドナーティのホロスコープ」の回収に向かわせるが、またもや彼女に嵌められていいようにこき使われる。
マーク＝スペース編
マーク＝スペースをメインに描いた、ステイル編の番外編的作品。初出は電撃文庫MAGAZINE Vol.3付録の文庫型小冊子「とある魔術の禁書目録SS SPECIAL EDITION」（2008年8月）。
ある日、レイヴィニアは部下のマークに、イギリス清教と学園都市合同での「宵闇の出口」襲撃作戦に巻き込まれようとしている妹のパトリシア救出を命令し、マークは海洋資源調査船「ブルーリサーチ」に潜入する。傭兵魔術師のヴィース＝ワインレッドと交戦を繰り広げる中、学園都市側の襲撃の手が伸び、「ブルーリサーチ」は沈没の危機に晒される。
上条当麻編
「密着微生物」を巡る戦いを描いた短編。初出は電撃文庫MAGAZINE増刊「とらドラ!VS禁書目録」（2008年9月）。
火星に謎の電磁波が飛来し各地で物議を醸していたとある日の夜。上条とインデックスは第21学区を散歩中に出会った魔術師フレイスと成り行きで行動を共にすることとなり、一緒に「警備員」から逃走する。逃げ延びた後、フレイスから「密着微生物」の存在と彼女の目的を聞いていたその時、微細乙愛から襲撃を受け、その奇妙な戦術に翻弄される。上条とフレイスは逃走を図るがインデックスが一人逃げ遅れ、微細に捕われてしまう。上条とフレイスはお互いの目的のため、態勢を立て直し決意を新たにして微細に再度立ち向かう。
初春飾利編
初春飾利を主人公とする短編。初出は月刊コミック電撃大王2008年10月号付録『「禁書目録」目録』（2008年8月）。

### 外典書庫
特典小説集『とある魔術の禁書目録 外典書庫』の収録作品。
神裂編
神裂火織を主人公とする長編SS。初出はアニメ『とある科学の超電磁砲』 Blu-ray/DVD 初回限定版特典で、タイトルは「とある魔術の禁書目録SS」。
神裂、ジーンズショップの店主、ツアーガイドの少女の3人が、世界各地を巡り魔術的なトラブルを解決して回るオムニバス形式の物語。毎話冒頭で、捜査の依頼内容として事件の概要が解説されている（第8話を除く）。全ての事件に北欧神話に関する事柄が関わっており、各話のサブタイトルにもなっている。
第1話「拘束の行方 GLEIPNIR.」
失踪した拘束職人エーラソーンの捜索指示を受けた神裂は、ジーンズ店主やツアーガイドの少女と共にエーラソーンの足取りを追い、その中でセアチェルの話を聞く。その後も調査を進め、エーラソーンの聖ジュリアン大聖堂襲撃計画や、彼とセアチェルと司教に関する因縁が明らかとなる。神裂はエーラソーンの目論見を阻み、その考えの間違いを説いて打ち倒す。
第2話「南国を卒業するのはいつの日か YMIR's_ocean.」
ミクロネシアの孤島アップルヒル島で魔術師の捜索と大規模魔術の阻止の指示を受けた神裂達は、現地に赴いて調査し、やがて周辺諸島との確執の歴史などが明らかとなる。その後、神裂は怪しい岩礁跡にて出会った10歳くらいの少女と交戦し、その術式の特性を逆手にとって攻略して少女を打ち倒す。戦いが終わり、神裂は少女を説得し島を出るよう勧めるが、島に根付く深い問題と少女の姿勢を知り、捕らえずに島を後にする。
第3話「環境保護の真意 RULIC_letters.」
魔術師による破壊活動阻止を命じられた神裂達は、デンマークの港湾都市工業地帯にある大きな製鉄所に赴き、敵のルーンの痕跡を調査するも、その矢先に各所で爆発が巻き起こる。神裂はそれを何とか防ぐと、術式の仕組みから敵の魔術師レアシックの位置を看破し、彼の元へ追いつき捕らえる。その際、レアシックの身勝手な主張を聞いた神裂は、静かに怒りを燃やし彼を打ち倒す。
第4話「いのちのあれこれ ALFAR.」
アルファルに占拠されたスコットランド北部に位置するイギリス清教の要衝・レンガ埠頭の奪回を指示された神裂は、スラッパールから事情や詳細を聞いた後、レンガ埠頭の迎撃術式を攻略し単身で乗り込む。神裂が捜索中に出会ったアルファルと交戦しその真意を尋ね、やがて、アルファルの話や本性を現したスラッパールの話によって事件の真相が明らかとなる。スラッパールを倒し捕らえた後、神裂達はアルファルを適切な施設へ保護する。
第5話「海洋牢獄 NAGLFAR.」
世界各地の凶悪敵性魔術師を収容・移送する潜水艦型巨大施設・海洋牢獄の一隻がインド洋航行中に暴走した。神裂達は上層部からの虐殺による事件解決の命令を無視し、穏便に制御を取り戻すべく捜査を進め、やがて「ナグルファル」の伝承を利用して制御を奪っていると突き止める。神裂達は直接海洋牢獄へ乗り込んで魔術を解除しようとするが、上層部の命令通りにことを進めようとする同僚の女魔術師が現れる。神裂は阻止すべく海上で交戦し、彼女の霊装の弱点を見抜いて撃破すると、続いて海洋牢獄の囚人達に警告を発し、その威圧だけで敵を降参させる。
第6話「最高の一瞬 BIFROST.」
追跡中の魔術師オーレンツ＝トライスの拠点発見の知らせを受け現地へ向かった神裂は、潜入した先でレイヴィニアとマークに遭遇するも、乗り合わせた搬入コンテナの特殊性から已むなく休戦する。性格的に互いに相性の悪い神裂とレイヴィニアは、マークの突っ込みを受けつつも険悪な雰囲気と苛つきを募らせていく。やがてコンテナが到着すると、我慢の限界でブチ切れた2人は大激戦を繰り広げ、待ち受けていたオーレンツを余波であっさり倒し雑魚扱いする。
第7話「救いの行き先 GUNGNIR.」
謎の犯人による北欧神話系五大魔術結社連続襲撃事件を捜査する神裂達は、事件現場の調査で聖人の犯行の可能性を突き止め、次に予測される襲撃先へ先回りして待ち伏せるが、聖人でありワルキューレのブリュンヒルド＝エイクトベルの襲撃を受ける。神裂とブリュンヒルドは戦闘を繰り広げるが不利を悟ったブリュンヒルドは逃走してしまう。その後、被害者の魔術師達への事情聴取へ赴いた神裂達は、その中の一人セートルアからブリュンヒルドの詳細を尋ねるが、その時、ブリュンヒルドが会話に割り込み挑発する。神裂は通信術式を逆探知して彼女の居場所を突き止め、急いで現地へ向かう。
第8話「秘されし文字を伝える者 VALKYRIE.」
人里離れた廃工場にいたブリュンヒルドの元へ駆け付けた神裂は、彼女と激戦を繰り広げるも、「主神の槍」や「最後のルーン」に苦しめられ、一旦距離を取って態勢の立て直しを余儀なくされる。すると、ジーンズ店主からの通信により、ブリュンヒルドの動機らしき少年セイリエ＝フラットリーの存在を知る。そして、通信を妨害し割り込んできたブリュンヒルドに対し、自身の経験などからその行為の無益さを説得するも叶わず、2人は最後の攻防を開始し、最終的に神裂が勝利を収める。後日、セイリエを狙うリチャードらの一派の存在を突き止めた神裂達は、その企みを阻むため現地へ向かう。

『必要悪の教会』特別編入試験編
原作第7巻の後の天草式十字凄教を描いた長編。初出はアニメ『とある科学の超電磁砲S』 Blu-ray/DVD 初回限定版特典で、タイトルは「とある魔術の禁書目録SS -『必要悪の教会』特別編入試験編-」。
「法の書」を巡る激闘の後、ローマ正教の脅威から逃れるため日本を離れ、はるか遠く英国へと身を寄せていた五和たち天草式十字凄教は、9月上旬、自分達の有用性を示すために「必要悪の教会」による特別編入試験を受ける事になる。だが、試験官との通信が別物と入れ替わっており、「必要悪の教会」が管理する魔術的ロックを素通りさせる「フリーパス」を入手するために試験が利用されてしまった上、「必要悪の教会」からは事件の関係者ではないかと疑われる。異変を察知した天草式の面々は、自らの潔白を示すために事件を起こした魔術結社「目覚め待つ宵闇」を追う事になる。
ロード トゥ エンデュミオン
『劇場版 とある魔術の禁書目録 -エンデュミオンの奇蹟-』の入場者特典として配布された小説。ゲーム『とある魔術と科学の群奏活劇』の魔術（表）編をもとにした作品。
学芸都市編
学芸都市を舞台にした全8話の長編。初出はアニメ『とある魔術の禁書目録』 Blu-ray/DVD 初回限定版特典で、タイトルは「とある科学の超電磁砲SS」。
能力実演旅行編
「ショッピングセンター」を舞台にした全8話の長編。初出はアニメ『とある魔術の禁書目録II』 Blu-ray/DVD 初回限定版特典で、タイトルは「とある科学の超電磁砲SS(2)」。
コールドゲーム
『月刊コミック電撃大王』2018年2月号付録として付属した小説。初出時のタイトルは「とある科学の超電磁砲 コールドゲーム」。
アニェーゼの魔術サイドお仕事体験編
初出はアニメ『とある科学の超電磁砲T』 Blu-ray/DVD 初回限定版。
バイオハッカー編
初出はアニメ『とある科学の一方通行』 Blu-ray/DVD 初回限定版。
ステートバリウス編
初出はアニメ『とある魔術の禁書目録III』 Blu-ray/DVD 初回限定版。初出時のタイトルは「とある科学の超電磁砲SS（3）」。
御坂美琴と食蜂操祈をイチャイチャさせる完全にキレたやり方
外典書庫4巻の書き下ろし。

### とある科学の未元物質
垣根帝督を主人公とする漫画作品。「暗闇の五月計画」の被験者である杠林檎を巡る「スクール」の活動を描く。時系列は9月上旬で、『とある科学の一方通行』死霊術師編と同時期。

### とある科学の心理掌握
食蜂操祈を主人公とする漫画作品。 2021年7月27日よりコミックNewtypeにて連載開始された。作画は『アストラル・バディ』も描いた乃木康仁氏が担当する。X（旧Twitter）にて公式アカウントが存在し、全話無料公開している。
常盤台生徒会長選、迫る。有力候補の一人とされる食蜂操祈は、彼女自身の思惑とはうらはらに、周囲の人々と、最大派閥の長である宿命によって選挙戦の渦中に――！

### エース御坂美琴 対 クイーン食蜂操祈!!
『とある科学の心理掌握』3巻発売日に発表された。電撃ノベコミ＋にて2024年2月1日から毎日連載している。4月まで連載することが決まった。2024年6月7日に電撃文庫から文庫版発売。

### 公式パロディ番外編
以下の作品はどれも公式パロディのギャグ作品であり、原作本編とのストーリー・時系列上の関係が無い番外編である。また、登場人物が作品の設定やシリーズ自体について言及するなど、どの作品もメタフィクション的な要素が強い。
とある学園の禁書目録
登場人物を「学園モノ」のキャラに当てはめて展開するパロディ番外編。アドベンチャーゲーム的なネタが多分に盛り込まれている。また、6巻で上条が適当に想像していた「鈴科百合子」に一方通行が扮している。なお、6巻刊行当時の作品であり、登場人物や描写もそれに準じている。
上条がいつも通り目を覚ますと、その日はなぜか皆の様子がおかしかった。話を聞いた所、何らかの理由で学園都市に「ルール」が課せられ、各々が自分の学園モノのキャラとしての役割を演じなければならないという。いつも通りの者や比較的関連性のある役割の者から、もはや強引にキャラ付けを加えられた者まで様々な人々が上条の周りに集結し、ドタバタの騒動が巻き起こる。
とある魔術の禁書目録?とある三月の贈与交換&とある三月の二〇一巻
ホワイトデーと卒業式を描いたパロディ番外編。電撃BUNKOYOMIの掲載作品はそれぞれの月に沿ったテーマで書かれており、本作は3月に割り振られているためこのようになっている。また、前述の通り厳密な関連は無いが一応本編より数ヶ月から数年後の設定なので、この間の出来事は「色々あった」として強引に片づけている。なお、11巻刊行当時の作品なので登場人物や描写もそれに準じている。
とある三月の贈与交換
ホワイトデーを描いたパロディ番外編。上条の女性とのフラグ乱立ぶりを強調した展開となっている。
3月14日、いつも通りぼんやり過ごしていた上条は、なぜか周囲の女性達から口々に「バレンタインデーのお返し」を要求されるが、身に覚えがない。やがて、1カ月前に上条が「どうせ俺はチョコなんてもらえない」と的外れな考えでヤケ酒を飲んで泥酔し、2月14日の記憶がなくなっており、その日酔った勢いで各地を回って世界規模で活躍し万単位の女性から惚れられたことが明らかになる。自覚のない行動のせいで追いかけ回され、上条は不幸を嘆く。
とある三月の二〇一巻
卒業式を描いたパロディ番外編。本編ではなかなかやれない卒業ネタを交えつつ、本作の巻数の多さを強調した展開となっている。
3月、3年生の上条らは卒業式を迎え、長かった日々に思いを馳せる。やがて式が終わり教室に戻った上条は、ふと自分の卒業後の進路はどうなっていたか疑問に思い、その直後、「必要悪の教会」に招かれたり、教師に就職して「警備員」になるよう誘われたり、その他様々な人々から口々に勧誘され混乱する。

こんな『とある魔術の禁書目録』の第一話は嫌だ!!orこんな最終話は嫌だ!!
タイトルの通り、「架空の第一話か最終話」をテーマに書かれたパロディ番外編。電撃h&pは「こんな第一話は嫌だ」という「h（はじまり）パート」と「こんな最終話は嫌だ」という「p（ピリオド）パート」に分かれているが、本作は「？（はてな）パート」と銘打たれ、一見どちらなのか分からなくなっており、作中では登場人物達が第一話なのか最終話なのか推理しながら進行するという構成になっている。パロディ番外編の中で最もメタ要素が強く、ハチャメチャな展開の作品である。なお、14巻刊行当時の作品であり、登場人物や描写もそれに準じている。
7月19日、上条と美琴は第7学区の鉄橋の上で対峙し、1巻の再現をしようとしていた。しかし直後に乱入してきた神裂によって、ここが「1巻から1年後の7月19日」の最終巻の世界である可能性もあると示唆される。その後、互いに自らの出番の不遇さに怒る美琴と神裂が大激戦を繰り広げているのを尻目に、上条は順を追ってこの世界が1巻なのか最終巻なのか推理していく。

### その他
とある予言の禁書目録
灰村キヨタカの公式サイトに掲載されている第6巻のプレビューSS。作中の展開や小説の発売日にまで言及するなどメタ要素が強い。
とある魔術の禁書目録 ラブレター争奪戦
灰村キヨタカの画集『rainbow spectrum:colors』に掲載された短編SS。灰村からの「上条抜きで他の学園都市のキャラクターを書いてほしい」という要望を受け、雲川芹亜をキーキャラクターに、彼女を発端とするドタバタ騒動が描かれている。
ある日、雲川芹亜は上条当麻を捜して一年の教室を訪れ、彼が欠席していることを知ると、その場にいた吹寄にラブレターを渡し届けて貰うよう頼む。その後、雲川のラブレターは様々な人物の元を転々と渡っていく。
俺の“みこうと”がこんなに暴れ回るわけがない
ニコニコチャンネルの電撃文庫チャンネルで掲載されていた「とある科学の超電磁砲」と「俺の妹がこんなに可愛いわけがない」のコラボ小説。チャンネルの配信は終了しているが、2015年現在は電撃文庫CLUBの有料コンテンツとして閲覧できる。
上条当麻の異世界訪問
鎌池和馬10周年！公式サイトに掲載された「とある魔術の禁書目録」と「ヘヴィーオブジェクト」とのコラボ小説。
とある魔術の電脳戦機（とあるまじゅつのバーチャロン）
SEGAのロボットアクションゲーム『電脳戦機バーチャロン』とのコラボ作品。挿絵はカトキハジメが担当している。

## 登場人物
以下の登場人物については当該項目を参照。
科学サイド
上条当麻（かみじょう とうま）
声 - 阿部敦
本編の主人公。学園都市に住む無能力者（レベル0）の高校生。「幻想殺し（イマジンブレイカー）」という能力を右手に宿す少年。
御坂美琴（みさか みこと）
声 - 佐藤利奈
本編のヒロインの一人にして、外伝作品の主人公。常盤台中学2年の少女。超能力者（レベル5）第3位の能力「超電磁砲（レールガン）」を持つ。
一方通行（アクセラレータ）
声 - 岡本信彦
本編の主人公格の一人にして、外伝作品の主人公。本名不明の少年。学園都市第1位の超能力者であり、「一方通行（アクセラレータ）」という能力を持つ。
浜面仕上（はまづら しあげ）
声 - 日野聡
本編の主人公格の一人。学園都市に住む無能力者の不良少年。

魔術サイド
インデックス
声- 井口裕香
本編のメインヒロイン。本名不明のシスター。10万3000冊の魔道書を記憶し、「魔道書図書館」という役割をになう禁書目録の少女。
ステイル＝マグヌス
声 - 谷山紀章
イギリス清教「必要悪の教会」に所属する魔術師。炎属性のルーン魔術を扱う神父。
神裂火織（かんざき かおり）
声 - 伊藤静
本作のヒロインの一人。イギリス清教「必要悪の教会」に所属する女性魔術師にして、天草式十字凄教の女教皇（プリエステス）。「聖人」の一人。
土御門元春（つちみかど もとはる）
声 - 勝杏里
上条の隣室の住人にしてクラスメイト。魔術師にして能力者、科学・魔術の両サイドにまたがる多重スパイの少年。

組織・集団
妹達（シスターズ）
御坂美琴の体細胞クローンの少女達。美琴にそっくりな2万人の妹達（声 - ささきのぞみ）、外見10歳の少女である打ち止め（ラストオーダー、声 - 日高里菜）、高校生程度の外見の少女である番外個体（ミサカワースト、声 - 加隈亜衣）などがいる。
イギリス清教
十字教の一派。戦闘機関「必要悪の教会（ネセサリウス）」を始めとして、天草式十字凄教やアニェーゼ部隊など様々な集団を有し、多くの魔術師が属する。
ローマ正教
十字教の最大宗派。教皇を頂点とする20億人の大勢力。その数の力や歴史的な霊装もさることながら、最暗部にして真の最高組織「神の右席」と呼ばれる組織が存在する。

## 用語・世界観
舞台となる世界は一見現実の世界を踏まえつつも、魔術や超能力といった超常的存在が実在する架空の世界である。そして科学技術を基本とする「科学サイド」と、魔術を基本とする「魔術サイド」の二大勢力に分かれている。
科学サイド

科学的な組織の集合体。広義では科学技術を取り扱う現代社会全般を指すが、後述のように学園都市外部は浅く関わっているのみなので、実質的に狭義の科学サイドは「学園都市」単体を指す。基本的に魔術サイドに対する呼称であり、魔術を認識していない人間はそもそもこの呼称を用いることはない。
魔術サイドと違い、科学サイドには学園都市と対等な組織は他に存在せず、実質的に学園都市が科学サイド全土を支配する総本山として君臨している。
学園都市は東京西部に位置する完全独立教育研究機関。外部に比べ数十年進んだ高度な科学技術を持ち、さらに科学的な超能力研究を行い、脳を開発することで超能力者を作り出している。超能力のみならず、近未来的なオーバーテクノロジーや次世代兵器など様々に保有している。学園都市の一般住人は基本的に魔術の存在を知らないが、統括理事長のアレイスターを始めとして上層部や暗部の一部は魔術サイドを認知し、外交関係を結んでいる。

魔術サイド

魔術的な組織や宗教組織が運営している魔術部門といった、秘密裏に活動する諸組織の集合体。魔術自体が世間一般に秘匿されているため、科学サイドや一般サイドからは基本的に存在が認知されていない。
遥か昔に魔術が成立した頃から世界の陰で存在していたため非常に歴史が古い。学園都市一強の科学サイドとは対照的に、勢力が拮抗している主体となる組織がいくつも存在し、各々が異なる目的・思惑を持って活動しており一枚岩ではない。むしろ十字教諸派の対立や、十字教と魔術結社の対立など、魔術サイド内の抗争が絶えない。また魔術師の独特な観念に基づき、組織に殉じずに個人的事情を優先する者が多く、無所属で活動する者もいる。
科学サイドや一般サイドと違い、ほとんど全員が一般的なライフスタイル（学校や会社など）を送らず、独自の目的に沿って生活している。魔術サイドの人間は、携帯電話や飛行機など生活上必要な道具や手段としての科学技術は使うものの、規範や思想としての科学や、学園都市の高度な科学技術は敬遠・忌避する傾向が強い。また、一般的な科学技術すらまともに扱えない科学オンチも一部にいる。

両サイドの関係性
科学サイドと魔術サイドは基本的に相容れず、対立関係にある。科学と魔術の技術情報もそれぞれが独占し互いに不可侵とされ、相手の技術の研究や直接的な両サイド間の戦闘は許されない。両サイドは境界線を定め、互いの領域を侵さないよう協定を結んでおり、その境界を割った者には制裁が加えられる。ただしその協定を守る限りではある程度良好で表立った対立もなく、共通の敵による事件や問題などで利害が一致した時は一部情報提供など協力体制を敷くこともある。なお魔術サイドが一枚岩ではないこともあり、勢力の均衡も半々で保たれているとされる。

超能力と魔術

本作の世界において、超能力と魔術は明確に区別された存在である。超能力は人為的に脳の構造を開発して発現する「科学的なもの」であり、レベルや種別が細かく定められる。対して魔術は宗教的な法則や伝承を用いて発生させる「オカルト的なもの」であり、儀式や方式によって多種多様な系統が存在する。なお、超能力者に魔術が使えないなどの制限から分かるように、両者は基本的に相容れない。

作中世界の構造・概念など
前述のようにオカルト的な事象が実在する世界なので、神・神々・天使・精霊などの神格的な高次の存在や、天界や魔界などの異世界も実在し、波長がズレて認識できない別位相空間に位置するとされる。同様に魂などの概念もあり、神話上の出来事も一部事実として扱われる。しかしそれと同時に現実世界と同じく科学的な物理法則が支配する世界でもあるので、地球、宇宙、DNAといった世界構造ももちろん存在する。

一般サイド
学園都市と魔術サイド以外の一般社会や諸国家。学園都市からもたらされる科学技術に支えられた現代生活を享受しつつも、宗教に所属し魔術サイドの勢力争いにも知らず知らずの内に間接的に関係している。このため、どちらのサイドからも影響を受けつつどちらのサイドにも深くは傾倒していない「その他」の部分である。
国家については、魔術の存在は認知せず一応科学サイドとして数えられる場合（アメリカや日本など）が多いが、国家の中枢が魔術サイドと深く関わっていたり魔術の存在を明確に認知している場合（イギリスやフランスなど）もある。

その他の現実世界との差異
上述以外には基本的に現実世界とほぼ同じだが、国家体制や社会情勢など一部差異もある。作中世界の歴史についても、歴史上の事件の裏に魔術的な要素が絡んでいたり、著名な人物が魔術と関係していたり、学園都市の影響で現代史が微妙に異なっていたりすることもある。
なお、作中世界が西暦何年かは不明であるが、作中の描写やセリフから21世紀初頭であることが推測される。

## 既刊一覧

### 本編
| 巻数   | タイトル                                 | 初版発行日（発売日）   | ISBN              | 備考                                                   |
| ------ | ---------------------------------------- | ---------------------- | ----------------- | ------------------------------------------------------ |
| 1      | とある魔術の禁書目録                     | 2004年4月10日（同日）  | 4-8402-2658-X     |                                                        |
| 2      | とある魔術の禁書目録（2）                | 2004年6月10日（同日）  | 4-8402-2701-2     |                                                        |
| 3      | とある魔術の禁書目録（3）                | 2004年9月10日（同日）  | 4-8402-2785-3     |                                                        |
| 4      | とある魔術の禁書目録（4）                | 2004年12月10日（同日） | 4-8402-2858-2     |                                                        |
| 5      | とある魔術の禁書目録（5）                | 2005年4月10日（同日）  | 4-8402-3025-0     |                                                        |
| 6      | とある魔術の禁書目録（6）                | 2005年7月10日（同日）  | 4-8402-2973-2     |                                                        |
| 7      | とある魔術の禁書目録（7）                | 2005年11月10日（同日） | 4-8402-3205-9     |                                                        |
| 8      | とある魔術の禁書目録（8）                | 2006年1月10日（同日）  | 4-8402-3269-5     |                                                        |
| 9      | とある魔術の禁書目録（9）                | 2006年4月10日（同日）  | 4-8402-3385-3     | 前後編構成 カバーイラストを並べると1つのイラストになる |
| 10     | とある魔術の禁書目録（10）               | 2006年5月10日（同日）  | 4-8402-3428-0     | 前後編構成 カバーイラストを並べると1つのイラストになる |
| 11     | とある魔術の禁書目録（11）               | 2006年10月10日（同日） | 4-8402-3581-3     |                                                        |
| 12     | とある魔術の禁書目録（12）               | 2007年1月10日（同日）  | 978-4-8402-3683-6 | 前後編構成                                             |
| 13     | とある魔術の禁書目録（13）               | 2007年4月10日（同日）  | 978-4-8402-3801-4 | 前後編構成                                             |
| 14     | とある魔術の禁書目録SS                   | 2007年7月10日（同日）  | 978-4-8402-3912-7 | 13巻の後日談にあたるSS                                 |
| 15     | とある魔術の禁書目録（14）               | 2007年11月10日（同日） | 978-4-8402-4062-8 |                                                        |
| 16     | とある魔術の禁書目録（15）               | 2008年1月10日（同日）  | 978-4-8402-4145-8 |                                                        |
| 17     | とある魔術の禁書目録（16）               | 2008年6月10日（同日）  | 978-4-04-867086-9 |                                                        |
| 18     | とある魔術の禁書目録SS（2）              | 2008年11月10日（同日） | 978-4-04-867342-6 | 作中世界での様々な出来事を描いたSS                     |
| 19     | とある魔術の禁書目録（17）               | 2009年3月10日（同日）  | 978-4-04-867591-8 | 前後編構成                                             |
| 20     | とある魔術の禁書目録（18）               | 2009年7月10日（同日）  | 978-4-04-867897-1 | 前後編構成                                             |
| 21     | とある魔術の禁書目録（19）               | 2009年11月10日（同日） | 978-4-04-868137-7 |                                                        |
| 22     | とある魔術の禁書目録（20）               | 2010年3月10日（同日）  | 978-4-04-868393-7 | 前中後編構成                                           |
| 23     | とある魔術の禁書目録（21）               | 2010年8月10日（同日）  | 978-4-04-868762-1 | 前中後編構成                                           |
| 24     | とある魔術の禁書目録（22）               | 2010年10月10日（同日） | 978-4-04-868972-4 | 前中後編構成                                           |
| 25     | 新約 とある魔術の禁書目録                | 2011年3月10日（同日）  | 978-4-04-870319-2 | ナンバリングを一新                                     |
| 26     | 新約 とある魔術の禁書目録（2）           | 2011年8月10日（同日）  | 978-4-04-870738-1 |                                                        |
| 27     | 新約 とある魔術の禁書目録（3）           | 2011年12月10日（同日） | 978-4-04-886240-0 |                                                        |
| 28     | 新約 とある魔術の禁書目録（4）           | 2012年3月10日（同日）  | 978-4-04-886373-5 |                                                        |
| 29     | 新約 とある魔術の禁書目録（5）           | 2012年10月10日（同日） | 978-4-04-886978-2 | 前後編構成                                             |
| 30     | 新約 とある魔術の禁書目録（6）           | 2013年1月10日（同日）  | 978-4-04-891253-2 | 前後編構成                                             |
| 31     | 新約 とある魔術の禁書目録（7）           | 2013年5月10日（同日）  | 978-4-04-891604-2 |                                                        |
| 32     | 新約 とある魔術の禁書目録（8）           | 2013年9月10日（同日）  | 978-4-04-891904-3 | 前中後編構成                                           |
| 33     | 新約 とある魔術の禁書目録（9）           | 2014年1月10日（同日）  | 978-4-04-866222-2 | 前中後編構成                                           |
| 34     | 新約 とある魔術の禁書目録（10）          | 2014年5月10日（同日）  | 978-4-04-866532-2 | 前中後編構成                                           |
| 35     | 新約 とある魔術の禁書目録（11）          | 2014年10月10日（同日） | 978-4-04-866938-2 |                                                        |
| 36     | 新約 とある魔術の禁書目録（12）          | 2015年3月10日（同日）  | 978-4-04-869333-2 |                                                        |
| 37     | 新約 とある魔術の禁書目録（13）          | 2015年7月10日（同日）  | 978-4-04-865244-5 |                                                        |
| 38     | 新約 とある魔術の禁書目録（14）          | 2015年11月10日（同日） | 978-4-04-865507-1 |                                                        |
| 39     | 新約 とある魔術の禁書目録（15）          | 2016年4月9日（同日）   | 978-4-04-865884-3 |                                                        |
| 40     | 新約 とある魔術の禁書目録（16）          | 2016年8月10日（同日）  | 978-4-04-892251-7 |                                                        |
| 41     | 新約 とある魔術の禁書目録（17）          | 2016年11月10日（同日） | 978-4-04-892486-3 |                                                        |
| 42     | 新約 とある魔術の禁書目録（18）          | 2017年5月10日（同日）  | 978-4-04-892893-9 |                                                        |
| 43     | 新約 とある魔術の禁書目録（19）          | 2017年10月7日（同日）  | 978-4-04-893405-3 |                                                        |
| 44     | 新約 とある魔術の禁書目録（20）          | 2018年6月9日（同日）   | 978-4-04-893871-6 |                                                        |
| 45     | 新約 とある魔術の禁書目録（21）          | 2018年10月10日（同日） | 978-4-04-912025-7 |                                                        |
| 46     | 新約 とある魔術の禁書目録（22）          | 2019年3月9日（同日）   | 978-4-04-912385-2 |                                                        |
| 47     | 新約 とある魔術の禁書目録（22） リバース | 2019年7月10日（同日）  | 978-4-04-912667-9 |                                                        |
| 48     | 創約 とある魔術の禁書目録                | 2020年2月7日（同日）   | 978-4-04-912809-3 | ナンバリングを一新                                     |
| 49     | 創約 とある魔術の禁書目録（2）           | 2020年7月10日（同日）  | 978-4-04-913321-9 |                                                        |
| 50     | 創約 とある魔術の禁書目録（3）           | 2020年11月10日（同日） | 978-4-04-913500-8 |                                                        |
| 51     | 創約 とある魔術の禁書目録（4）           | 2021年5月8日（同日）   | 978-4-04-913730-9 |                                                        |
| 52     | 創約 とある魔術の禁書目録（5）           | 2021年12月10日（同日） | 978-4-04-914135-1 |                                                        |
| 53     | 創約 とある魔術の禁書目録（6）           | 2022年4月8日（同日）   | 978-4-04-914350-8 |                                                        |
| 54     | 創約 とある魔術の禁書目録（7）           | 2022年9月9日（同日）   | 978-4-04-914585-4 |                                                        |
| 55     | 創約 とある魔術の禁書目録（8）           | 2023年5月10日（同日）  | 978-4-04-915010-0 |                                                        |
| 56     | 創約 とある魔術の禁書目録（9）           | （2023年12月8日）      | 978-4-04-915384-2 |                                                        |
| 57     | 創約 とある魔術の禁書目録（10）          | （2024年4月10日）      | 978-4-04-915601-0 |                                                        |
| 58     | 創約 とある魔術の禁書目録（11）          | （2024年9月10日）      | 978-4-04-915853-3 |                                                        |
| 59     | 創約 とある魔術の禁書目録（12）          | （2025年4月10日）      | 978-4-04-916226-4 |                                                        |
| 60     | 創約 とある魔術の禁書目録（13）          | （2025年8月8日）       | 978-4-04-916533-3 |                                                        |
| 短編集 |                                          |                        |                   |                                                        |
| SP     | とある魔術の禁書目録SP                   | 2011年8月10日（同日）  | 978-4-04-870775-6 | 雑誌掲載作品を収録した短編集                           |
| 外典1  | とある魔術の禁書目録 外典書庫（1）       | 2020年6月10日（同日）  | 978-4-04-913201-4 | 特典小説を収録した短編集                               |
| 外典2  | とある魔術の禁書目録 外典書庫（2）       | 2020年8月7日（同日）   | 978-4-04-913202-1 | 特典小説を収録した短編集                               |
| 外典3  | とある魔術の禁書目録 外典書庫（3）       | 2024年12月10日（同日） | 978-4-04-916055-0 | 特典小説を収録した短編集                               |
| 外典4  | とある魔術の禁書目録 外典書庫（4）       | 2025年2月7日（同日）   | 978-4-04-916225-7 | 特典小説を収録した短編集                               |

### 公式ガイドブック
| タイトル                                                                      | 初版発行日（発売日）      | ISBN              | 備考                                                                                                  |
| ----------------------------------------------------------------------------- | ------------------------- | ----------------- | --- |
| とある魔術の禁書目録ノ全テ                                                    | 2007年10月10日（9月21日） | 978-4-8402-4042-0 | 1巻から13巻までとSSの解説書 キャラクターや各巻あらすじの紹介 鎌池と灰村・近木野・冬川との対談など収録 |
| アニメ『とある魔術の禁書目録』ノ全テ featuring アニメ『とある科学の超電磁砲』 | 2010年10月12日（同日）    | 978-4-04-870118-1 | DVD付き限定版                                                                                         |

## 単行本未収録作品一覧
『とある科学の超電磁砲』『とある科学の心理掌握』『とある暗部の少女共棲』に関わる作品もまとめる。
| タイトル（括弧内は通称）                                                                    | 掲載誌・収録物                                                                                    | 備考 |
| ------------------------------------------------------------------------------------------- | ------------------------------------------------------------------------------------------------- | --- |
| とある予言の禁書目録                                                                        | 灰村キヨタカ公式サイト                                                                            | 第6巻プレビューの番外編 |
| とある学園の禁書目録                                                                        | 電撃hPa（電撃hp公式海賊本）                                                                       | 登場人物を「学園モノのキャラ」に当てはめて展開するパロディ番外編                                                                          |
| とある魔術の禁書目録? とある三月の贈与交換&とある三月の二〇一巻                             | 電撃BUNKOYOMI（電撃hp公式海賊本）                                                                 | ホワイトデーと卒業式を描いたパロディ番外編                                                                                                |
| こんな『とある魔術の禁書目録』の第一話は嫌だ!! or こんな最終話は嫌だ!!                      | 電撃h&p（電撃hp公式海賊本）                                                                       | 「架空の第一話と最終話」をテーマに書き下ろされたパロディ番外編                                                                            |
| とある魔術の禁書目録 ラブレター争奪戦                                                       | 灰村キヨタカ画集「rainbow spectrum:colors」                                                       | 雲川芹亜をメインとした番外編 |
| とある魔術の禁書目録外伝 とある科学の超電磁砲「俺の“みこうと”がこんなに暴れ回るわけがない」 | ニコニコ連載小説 一番くじ限定 電撃鎌池和馬10周年文庫（再録）                                      | 『俺の妹がこんなに可愛いわけがない』とのコラボ小説                                                                                        |
| 新約 とある魔術の禁書目録SS                                                                 | 灰村キヨタカ画集「rainbow spectrum:notes」                                                        | インデックスをメインとした番外編 |
| 新約 とある魔術の禁書目録 とある真夏の原点回帰                                              | 電撃文庫 超感謝フェア2016 購入特典                                                                | 「夏のデート」をテーマとした番外編 |
| 新約 とある魔術の禁書目録 ツンツン頭の馬鹿はわくわくお嫁さんの夢を見るか                    | 電撃文庫 超感謝フェア2017 購入特典                                                                | 「わくわく」をテーマとした番外編 |
| とある魔術の電脳戦機 御坂美琴のでんじゃらすてぃーぱーてぃ                                   | 電撃文庫MAGAZINE Vol.60                                                                           | ゲーム『とある魔術の電脳戦機』発売を記念した短編                                                                                          |
| 新約 とある魔術の禁書目録 ガラスの向こうのバースデー                                        | 電撃文庫MAGAZINE Vol.61                                                                           | 木原加群を主人公とした番外編 |
| 新約 とある魔術の禁書目録 御坂美琴の共同作業                                                | 電撃文庫25周年 夏の超感謝フェア 書店購入特典                                                      | 「大覇星祭」を題材とした書き下ろし短編 |
| 新約 とある魔術の禁書目録 外伝                                                              | 電撃スマイル文庫 つなげよう!希望の絆!!                                                            | 東日本復興応援 電撃文庫チャリティ企画 |
| とある魔術の禁書目録 食蜂操祈フィギュア編                                                   | 『食蜂操祈 バニーメイドフィギュア』購入特典                                                       | 食蜂操祈が主人公の短編 |
| とある科学の超電磁砲SS 蛇足、またはとある事件の終幕                                         | とある科学の超電磁砲 ザ・コンプリートビジュアルガイド 一番くじ限定 電撃鎌池和馬10周年文庫（再録） | ゲーム『とある科学の超電磁砲』の後日談 |
| とある放浪の幻想殺し                                                                        | 一番くじ限定 電撃鎌池和馬10周年文庫                                                               | |
| とある魔術の禁書目録VSデュラララ!! 学園都市編・池袋編                                       | 電撃文庫公式海賊本 電撃VS                                                                         | 『デュラララ!!』とのコラボ小説 |
| 超心理学的現象はじめました                                                                  | とある魔術の禁書目録 10周年記念ストーリー下敷1                                                    | |
| ひとくいとら                                                                                | とある魔術の禁書目録 10周年記念ストーリー下敷2                                                    | |
| 新約 とある魔術の禁書目録(18) ゲーマーズ特典 書き下ろしショートストーリー                   | 新約 とある魔術の禁書目録(18) ゲーマーズ特典                                                      | 4P |
| 新約 とある魔術の禁書目録(19) ゲーマーズ特典 書き下ろしショートストーリー                   | 新約 とある魔術の禁書目録(19) ゲーマーズ特典                                                      | 4P |
| 新約 とある魔術の禁書目録(20) ゲーマーズ特典 書き下ろしショートストーリー                   | 新約 とある魔術の禁書目録(20) ゲーマーズ特典                                                      | 4P |
| とある真夏の原点回帰                                                                        | 『電撃文庫 超感謝フェア2016』にて対象商品購入でプレゼントされた                                   | |
| とある魔術の電脳戦機SS                                                                      | ゲーム『とある魔術の電脳戦機』予約特典『とある魔術の電脳戦機ノ全テ』                              | |
| 創約 とある魔術の禁書目録SS                                                                 | はいむらきよたか画集3 CROSS                                                                       | 黒夜海鳥が主人公の短編 |
| とある魔術の禁書目録×アポカリプス・ウィッチ コラボSS                                        | KADOKAWAラノベ横断企画 スペシャルSSでおうち時間を楽しもう！                                       | 作者の別作品『アポカリプス・ウィッチ』とのコラボSS                                                                                        |
| お風呂グッズとドラッグストア                                                                | とある暗部の少女共棲アニメイト限定特典                                                            | 4P |
| 『暗部』のケータイ選び                                                                      | とある暗部の少女共棲ゲーマーズ限定特典                                                            | 4P |
| 体重計は間食を見逃さない                                                                    | とある暗部の少女共棲メロンブックス限定特典                                                        | クリアファイル |
| 創約とある魔術の禁書目録                                                                    | 電撃文庫30周年応援店限定 電撃文庫30周年リレーSS第一弾                                             | リレーSS第二弾『七つの魔剣が支配する』へ続く                                                                                              |
| とある科学の心理掌握 じょおうのおしばい                                                     | とある科学の心理掌握（３）特捜版                                                                  | |
| シティマカーブル まさかのカワイイ無双                                                       | ARスタンプラリーのコンプリート特典                                                                | 「とある魔術の禁書目録」刊行20周年記念＆「とある魔術の禁書目録 幻想収束」5周年合同周年イベント とある周年の合同祭宴(ダブルアニバーサリー) |
| 創約 とある魔術の禁書目録SS                                                                 | はいむらきよたか画集4 REBIRTH                                                                     | アレイスターが門を叩く前の『黄金』の物語                                                                                                  |

## 漫画

### 本編（漫画）
スクウェア・エニックスの『月刊少年ガンガン』にて、2007年5月号より連載中。作画は近木野中哉。
ストーリー展開は原作（ライトノベル）とほぼ同様である。しかし本作では、原作第2巻・第4巻相当部分は描かれていない。

#### 既刊一覧（漫画）
| タイトル                                 | 初版発行日（発売日）       | ISBN                                 |
| ---------------------------------------- | -------------------------- | ------------------------------------ |
| とある魔術の禁書目録 1                   | 2007年12月10日（11月10日)  | 978-4-7575-2157-5                    |
| とある魔術の禁書目録 2                   | 2008年7月10日（6月10日)    | 978-4-7575-2299-2                    |
| とある魔術の禁書目録 3                   | 2008年12月22日（11月22日） | 978-4-7575-2427-9                    |
| とある魔術の禁書目録 4                   | 2009年4月22日（3月21日）   | 978-4-7575-2512-2                    |
| とある魔術の禁書目録 5                   | 2009年11月27日（10月27日） | 978-4-7575-2677-8                    |
| とある魔術の禁書目録 コミックガイド 5.5  | 2009年10月27日（同日）     | 978-4-7575-2675-4                    |
| とある魔術の禁書目録 6                   | 2010年5月22日（同日）      | 978-4-7575-2870-3                    |
| とある魔術の禁書目録 7                   | 2010年11月12日（同日）     | 978-4-7575-3053-9                    |
| とある魔術の禁書目録 7                   | 2010年11月12日（同日）     | 978-4-7575-3047-8 （初回限定特装版） |
| とある魔術の禁書目録 8                   | 2011年6月22日（同日）      | 978-4-7575-3223-6                    |
| とある魔術の禁書目録 9                   | 2012年1月21日（同日）      | 978-4-7575-3473-5                    |
| とある魔術の禁書目録 10                  | 2012年8月22日（同日）      | 978-4-7575-3689-0                    |
| とある魔術の禁書目録 11                  | 2013年2月22日（同日）      | 978-4-7575-3875-7                    |
| とある魔術の禁書目録 コミックガイド 11.5 | 2013年2月22日（同日）      | 978-4-7575-3871-9                    |
| とある魔術の禁書目録 12                  | 2013年8月27日（同日）      | 978-4-7575-4034-7                    |
| とある魔術の禁書目録 13                  | 2014年2月22日（同日）      | 978-4-7575-4219-8                    |
| とある魔術の禁書目録 14                  | 2014年10月22日（同日）     | 978-4-7575-4440-6                    |
| とある魔術の禁書目録 15                  | 2015年4月22日（同日）      | 978-4-7575-4606-6                    |
| とある魔術の禁書目録 16                  | 2015年11月21日（同日）     | 978-4-7575-4792-6                    |
| とある魔術の禁書目録 17                  | 2016年5月21日（同日）      | 978-4-7575-5002-5                    |
| とある魔術の禁書目録 18                  | 2016年11月22日（同日）     | 978-4-7575-5150-3                    |
| とある魔術の禁書目録 19                  | 2017年9月22日（同日）      | 978-4-7575-5404-7                    |
| とある魔術の禁書目録 20                  | 2018年1月22日（同日）      | 978-4-7575-5583-9                    |
| とある魔術の禁書目録 21                  | 2018年9月21日（同日）      | 978-4-7575-5780-2                    |
| とある魔術の禁書目録 22                  | 2019年3月22日（同日）      | 978-4-7575-6048-2                    |
| とある魔術の禁書目録 23                  | 2019年11月12日（同日）     | 978-4-7575-6337-7                    |
| とある魔術の禁書目録 24                  | 2020年6月12日（同日）      | 978-4-7575-6675-0                    |
| とある魔術の禁書目録 25                  | 2021年2月12日（同日）      | 978-4-7575-7086-3                    |
| とある魔術の禁書目録 26                  | 2021年10月12日（同日）     | 978-4-7575-7522-6                    |
| とある魔術の禁書目録 27                  | 2022年5月12日（同日）      | 978-4-7575-7920-0                    |
| とある魔術の禁書目録 28                  | 2022年12月12日（同日）     | 978-4-7575-8304-7                    |
| とある魔術の禁書目録 29                  | 2023年7月12日（同日）      | 978-4-7575-8656-7                    |
| とある魔術の禁書目録 30                  | 2024年2月9日（同日）       | 978-4-7575-9046-5                    |
| とある魔術の禁書目録 31                  | 2024年11月12日（同日）     | 978-4-7575-9509-5                    |
| とある魔術の禁書目録 32                  | 2025年6月12日（同日）      | 978-4-7575-9888-1                    |

### 外伝作品

#### とある科学の超電磁砲
アスキー・メディアワークスの『月刊コミック電撃大王』にて、2007年4月号より連載中。作画は冬川基。

#### とある日常のいんでっくすさん
スクウェア・エニックスの『月刊少年ガンガン』と『ガンガンONLINE』で並行連載。『月刊少年ガンガン』は2013年10月号から2016年6月号まで、『ガンガンONLINE』は2013年9月26日から2016年5月12日まで連載。作画はみじんこうか。

##### 既刊一覧（いんでっくすさん）
| タイトル                       | 初版発行日（発売日）   | ISBN              |
| ------------------------------ | ---------------------- | ----------------- |
| とある日常のいんでっくすさん 1 | 2014年2月22日（同日）  | 978-4-7575-4220-4 |
| とある日常のいんでっくすさん 2 | 2014年10月22日（同日） | 978-4-7575-4441-3 |
| とある日常のいんでっくすさん 3 | 2015年4月22日（同日）  | 978-4-7575-4607-3 |
| とある日常のいんでっくすさん 4 | 2015年11月21日（同日） | 978-4-7575-4793-3 |
| とある日常のいんでっくすさん 5 | 2016年5月21日（同日）  | 978-4-7575-5003-2 |

#### とある科学の一方通行
『月刊コミック電撃大王』にて、2014年2月号から2020年9月号まで連載。作画は山路新。

#### とある偶像の一方通行さま
『月刊コミック電撃大王』にて、2015年12月号から2019年1月号まで連載。作画は舘津テト。

#### とある科学の超電磁砲外伝 アストラル・バディ
『月刊コミック電撃大王』にて、2017年6月号から2020年9月号まで連載。作画は乃木康仁。

#### とある科学の未元物質
初出は「『とある科学の一方通行』×『とある科学の超電磁砲』とあるマガジン」（KADOKAWA刊）。作画は如月南極。
| タイトル                                      | 初版発行日（発売日）     | ISBN              |
| --------------------------------------------- | ------------------------ | ----------------- |
| とある魔術の禁書目録外伝 とある科学の未元物質 | 2020年3月27日（3月26日） | 978-4-04-913105-5 |

#### とある科学の心理掌握
『コミックNewtype』にて、2021年7月27日より連載。作画は乃木康仁。

##### 既刊一覧（心理掌握）
| タイトル                                           | 初版発行日（発売日）  | ISBN                                          |
| -------------------------------------------------- | --------------------- | --------------------------------------------- |
| とある魔術の禁書目録外伝 とある科学の心理掌握（1） | 2022年2月25日（同日） | 978-4-04-112179-5 978-4-04-112180-1（特装版） |
| とある魔術の禁書目録外伝 とある科学の心理掌握（2） | 2023年1月26日（同日） | 978-4-04-112842-8                             |
| とある魔術の禁書目録外伝 とある科学の心理掌握（3） | 2024年1月10日（同日） | 978-4-04-114737-5 978-4-04-114738-2（特装版） |
| とある魔術の禁書目録外伝 とある科学の心理掌握（4） | 2025年2月26日（同日） | 978-4-04-115949-1                             |

#### とある暗部の少女共棲
『月刊コミック電撃大王』にて、2023年12月号から連載中。作画はstrelka。

##### 既刊一覧（少女共棲）
| 巻 | 発売日        | ISBN              |
| -- | ------------- | ----------------- |
| 1  | 2024年6月26日 | 978-4-04-915751-2 |

### 公式アンソロジー
全て電撃コミックスEX刊。
4コマ公式アンソロジー とある科学の超電磁砲×とある魔術の禁書目録
2012年3月27日発売、ISBN 978-4-04-886499-2
執筆者：カバーイラスト/なもり、コミック/犬江しんすけ、きの、サト、小路あゆむ、舘津テト、茶みらい、毒田ペパ子、乃花タツ、ハマちょん、昼間行燈、pun2、松田縞、まな、三嶋くろね、迷、ユイザキカズヤ、ゆきみつ
4コマ公式アンソロジー とある科学の超電磁砲×とある魔術の禁書目録 2
2012年10月27日発売、ISBN 978-4-04-891106-1
執筆者：カバーイラスト/黒田bb、コミック/うみのとも、オカモト、きの、くら桐、桑島黎音、笹森トモエ、舘津テト、TATE、つむつむ、なつめえり、七季りお、乃花タツ、杜講一郎×佐倉乎美、森乃葉りふ、ゆずひ、rin
4コマ公式アンソロジー とある科学の超電磁砲×とある魔術の禁書目録 3
2013年3月27日発売、ISBN 978-4-04-891566-3
執筆者：カバーイラスト/いたち、コミック／阿部かなり、いたち、カネコマサル、佐久うさこ、櫻太助、舘津テト、茶々、鳴瀬アツシ、海苔せんべい、はみ、ぺけ、星野円、松田縞、むうりあん、むく、ゆぐる、ゆずひ
公式コミックアンソロジー とある科学の超電磁砲 featuring とある魔術の禁書目録
2013年7月27日発売、ISBN 978-4-04-891792-6
執筆者：カバーイラスト/千葉サドル、コミック/阿部かなり、石川瑶、華師、カネコマサル、甘露アメ、鷺島アツシ、茶々、乃花タツ、日辻ハコ、むうりあん、ゆずひ
公式コミックアンソロジー とある科学の超電磁砲 featuring とある魔術の禁書目録 2
2013年9月27日発売、ISBN 978-4-04-891963-0
執筆者：カバーイラスト/森山大輔、コミック/イチヒ、カネコマサル、くろば・U、小路あゆむ、戸流ケイ、毒田ペパ子、凪庵、ハルミチヒロ、藤谷陽子、真早、miz22、椋木ななつ、めの

## ラジオドラマ・ドラマCD
「魔術サイド」の物語を描いたラジオドラマが、2007年6月に『電撃大賞』内で放送された（全4回）。同年9月には「科学サイド」の物語が録り下ろされ、それら計5話でドラマCD化されている。脚本は原作・鎌池和馬による完全オリジナル。

### キャスト（ドラマCD）
本作初の音声付き作品で、キャストは以後のメディアミックス作品と同様である。登場人物の詳細はとある魔術の禁書目録の登場人物と、各個別記事を参照。なお端役は省略している。
- 上条当麻 - 阿部敦
- インデックス - 井口裕香
- 御坂美琴 - 佐藤利奈
- 白井黒子 - 新井里美
- 土御門元春 - 勝杏里
- テルノア - 石塚さより
- 薄絹休味 - 升望

### メディア
ドラマCD とある魔術の禁書目録（2007年12月10日発売 MNCA-9021）
特製豪華BOX仕様・灰村キヨタカによるジャケットイラスト。封入物として解説リーフレット、キャラクター相関図リスト&ポスター、学園都市・学生セット（ミニノート、ミニ下敷き、シャープペンシル、消しゴム）。
ドラマCD とある魔術の禁書目録 バリューパッケージ（2010年9月26日発売）
本作の再発版。解説リーフレット以外の封入物はない。

## アニメ

### テレビアニメ
第1期は2008年10月から2009年3月までAT-Xほかにて放送された。原作の第6巻までをアニメ化。
第2期『とある魔術の禁書目録II』は、2010年10月から2011年4月までAT-Xほかにて放送された。第1期でカットされた原作第5巻のエピソードから始まり、第7巻からSS1巻までをアニメ化。
第3期『とある魔術の禁書目録III』は、2018年10月から2019年4月までTOKYO MXほかにて放送された。原作第14巻から第22巻までをアニメ化。

### 劇場版
『劇場版 とある魔術の禁書目録 -エンデュミオンの奇蹟-』（げきじょうばん とあるまじゅつのインデックス エンデュミオンのきせき）のタイトルで、2013年2月23日に公開された。「時系列的に出せるキャラクターは可能な限り出そう」という心意気で制作された「オールスター総出演のお祭りイベント的作品」。原作者原案によりオリジナルストーリーであり、物語上の時系列としてはテレビアニメ『とある魔術の禁書目録II』の第7話と第8話の間に位置する。

## ゲーム

### コンシューマーゲーム
『とある魔術の禁書目録』
2011年1月27日に発売されたPSP用ソフト。ジャンルは3D対戦型アクションゲーム。
『とある魔術と科学の群奏活劇（アンサンブル）』
2013年2月21日に発売されたPSP用ソフト。ジャンルはアドベンチャーゲーム。
『電脳戦機バーチャロン×とある魔術の禁書目録 とある魔術の電脳戦機（バーチャロン）』
2016年に刊行された『電脳戦機バーチャロン』とのコラボレーション小説のゲーム化。2018年2月15日にPlayStation 4ならびにPlayStation Vitaで発売。

### モバイルゲーム
『とある魔術の禁書目録 頂点決戦（ストラグルバトル）』
2012年12月25日に提供開始されたMobage用アプリ。2013年7月17日に提供開始されたmixiゲーム用アプリ。2013年12月10日に提供開始されたdゲーム用アプリ。ジャンルはソーシャルゲーム。2015年2月3日に大型アップデートを行い『とある魔術の禁書目録 頂点決戦Ⅱ』へリニューアルした。このアップデートより前にあたる2015年1月22日から新たにGREEでIIを提供開始していた。
2018年3月30日にサービス終了。
『とある魔術と科学の謎解目録（パズデックス）』
2014年3月16日に提供開始されたAndroid用アプリ、2014年4月21日に提供開始されたiOS用アプリ。ジャンルはパズルアクション。
2016年6月30日にサービス終了。
『とある魔術の禁書目録 幻想収束（イマジナリーフェスト）』
2019年7月4日に提供開始されたiOS、Android用アプリ。
2024年12月2日13時をもってサービスを終了。

### 海外向けゲーム
『魔法禁书目录 手游』
網易が開発した中華人民共和国向けのゲーム。2017年8月31日に提供開始されたiOS用アプリ、2017年9月7日に提供開始されたAndroid用アプリ。ジャンルはRPG。
中国で1000万DLを突破し、これまで『バカとテストと召喚獣』、『閃乱カグラ』、『サクラ大戦』、『イースVIII』などとコラボしている。

## パチンコ・パチスロ
メーカーJFJ(藤商事の子会社)よりとある魔術の禁書目録のパチンコパチスロが販売された。2025年02月25日時点でとある科学の超電磁砲含めパチンコ6機種、パチスロ3機種が藤商事(禁書目録は製造元がJFJだが販売は藤商事)より販売、導入されている。
- 『Pとある魔術の禁書目録』（JFJより319ver.が2020年11月に登場[47]、2022年3月より129ver.のLight PREMIUM ver.[48]が同社から販売。）[49][50]大当たり確率1/319のミドルスペック、大当たり確率を軽くし更に演出を追加させたLight PREMIUM ver.(1/129)の2機種が登場。 回数限定確変のST機で突入率が100%となっており大当たりすれば必ずSTに突入するのが特徴。演出面では主にアニメ"とある魔術の禁書目録III"までの物を流用しているが本機種用に書き下ろした新規作画も数多く収録されている。[51]

- 『スマスロとある魔術の禁書目録』(販売JFJ・2023年11月より登場。)[52]スマスロとして登場。差枚数管理型AT"幻想殺しRUSH"で出玉を増やすタイプ。  演出はPとある魔術の禁書目録同様アニメ版をベースにしているが本機種も新規要素としてアニメや原作にないオリジナル演出(上条当麻VS垣根帝督・御坂美琴VS垣根帝督等)が収録されている。[53]

- 『Pとある魔術の禁書目録2』(JFJより319ver.が2024年1月に登場。）[54]    Pとある魔術の禁書目録の後継機として登場。前作から演出や楽曲等新規追加に加えスペックを一新。 前作と打って変わり確変突入率が100%から70%に下がってしまったが一度に出玉を多く獲得できる大当たりを追加したことにより前作の安定したスペックから出玉が荒い機種となった。

- 『Pとある魔術の禁書目録2 LightPREMIUM2000ver. 』(2024年1月に登場したPとある魔術の禁書目録2の甘デジ版。)   シリーズ初のラッキートリガー搭載機。通常時の大当たりは1/99と上がっているが、ST突入率・継続率はミドルスペック版と比べ下がっている。(ST突入率は50％・継続率は約65%)   ただし右打ち中の大当たりの約11%で本機最大の特徴である上位RUSH"最強領域(ラッキートリガー)"に突入すれば、継続率が約65%から約91%に跳ね上がり連チャン性能が大幅に上昇、大量出玉に繋がるゲーム性となっている。[55] 演出に関しては２（ミドル版）をベースに作られているが、多くの新規演出が搭載された。 一例として大当たりに大きな期待を持てる注目演出の「竜王の顎(ドラゴンストライク)予告」や、ミドル版の既存演出である「強制詠唱(スペルインターセプト)予告」「超電磁砲(レールガン)予告」の演出が一新。 ゲーム性を変えるカスタムモードでは"先ロリロリモード"が追加され、「インデックス・打ち止め（ラストオーダー）・月詠小萌・バードウェイ・フレンダ」の５人が選択可能。  キャラクターによって発動条件が異なり大当たり期待度を示唆するだけでなく確変大当たりを告知したりと幅広い。(例:インデックス選択時は演出発生で大当たり期待度約70%、フレンダの場合は演出発生で大当たり&確変大当たり確定)    確変である"とある魔術の最強激突(ヒーローズRUSH&最強領域)"では「禁書目録(インデックス)モード・超電磁砲(レールガン)モード・一方通行(アクセラレータ)モード・ヒロインモード」に加え新たに「ヒロインおひるねモード」が追加。 ヒロインが目覚めると大当たりでキャラクターはインデックスと御坂美琴の他、レッサー・オリアナ＝トムソン・心理定規(メジャーハート)の５人を選択可能。[56] その他本機書き下ろし楽曲として井口裕香が歌うオリジナル楽曲"Real"も搭載。[57]

## 朗読PV
電撃文庫を声優が朗読する企画『電撃文庫朗読してみた』に本作が登場し、2021年7月20日より約7分半の井口裕香による朗読が配信された。

## その他出演作品・コラボレーション
五十音順。
アットゲームズ
ジークレストのコミュニティサイト。テレビアニメ『禁書目録II』のオリジナルミッション、アバター（ガチャ@セルフィ）。アバターは以下のキャラクターが販売されていた。
- 第1弾（上条と魔術サイドのシスターたち）：上条、インデックス、建宮、オルソラ、アニェーゼ、ルチア、アンジェレネ、ビアージオ
- 第2弾（魔術サイドのシスター以外）：ステイル、神裂、姫神、小萌、土御門、オリアナ、リドヴィア、ローラ
- 第3弾（科学サイド）：美琴、黒子、初春、一方通行、打ち止め、御坂妹、ヴェント、木原

アトレ秋葉原
2018年9月28日から10月14日までテレビアニメ『禁書目録Ⅲ』とコラボレーション。2019年12月26日から2020年1月13日までテレビアニメ『超電磁砲T』とコラボレーション。
アベイル
しまむらが運営する衣料品チェーンストア。テレビアニメ『禁書目録Ⅲ』とコラボレーション。
イグドラシル戦記 〜世界樹の騎士団〜
サイバーエージェントのスマートフォン用ゲームアプリ。テレビアニメ『超電磁砲』とのコラボレーション。
ヴァイスシュヴァルツ、ヴァイスシュヴァルツ ポータブル
ブシロードのトレーディングカードゲームとPSP用ソフト。テレビアニメ『禁書目録』『禁書目録II』『超電磁砲』『超電磁砲S』がヴァイスサイドに参加している。
ウチの姫さまがいちばんカワイイ
サイバーエージェントのスマートフォン用ゲームアプリ。テレビアニメ『禁書目録』『超電磁砲S』とのコラボレーション。
うまい棒
ナムコ・ナンジャタウンや同社直営のゲームセンターでテレビアニメ『超電磁砲S』とコラボした景品として期間限定で投入された。
駅メモ
モバイルファクトリーのスマートフォン用ゲームアプリ。テレビアニメ『超電磁砲T』とコラボレーション。
御城プロジェクト:RE〜CASTLE DEFENSE〜
DMMゲームズのブラウザゲーム。テレビアニメ『禁書目録III』とのコラボレーション。
俺の妹がこんなに可愛いわけがない ポータブル
バンダイナムコゲームス発売のPSP用ソフト。コスチュームプレイをした着せ替えブロック崩しがある。
オルタナティブガールズ2
サイバーエージェントのスマートフォン用ゲームアプリ。テレビアニメ『禁書目録III』とのコラボレーション。
オンゲキPLUS
セガ・インタラクティブのアーケード音楽ゲーム。テレビアニメ『超電磁砲S』とのコラボレーション。
ガールフレンド（仮）
サイバーエージェントのスマートフォン用ゲームアプリ。テレビアニメ『禁書目録III』とのコラボレーション。
乖離性ミリオンアーサー
スクウェア・エニックスのキャラクターコマンドRPG。テレビアニメ『禁書目録III』とのコラボレーション。
拡散性ミリオンアーサー
スクウェア・エニックスのオンラインカードバトルRPG。モバイルゲーム『頂点決戦』とのコラボレーションで映画公開記念のイベントでレイドボスなどで登場したり、コラボカードが入手できた。
GigaFile便
nu-face hoting serviceの無料大容量のファイル転送サービス。モバイルゲーム『謎解目録』とのコラボレーション。
グリモア〜私立グリモワール魔法学園〜 / グリモアA〜私立グリモワール魔法学園〜
アプリボットのスマートフォン用ゲームアプリ。テレビアニメ『超電磁砲S』『超電磁砲T』とのコラボレーション。
クラッシュフィーバー
ワンダープラネットとユナイテッドが共同運営しているスマートフォン用ゲームアプリ。『禁書目録Ⅲ』と『一方通行』とのWコラボレーション。
ケリ姫スイーツ
ガンホー・オンライン・エンターテイメントのスマートフォン用ゲームアプリ。テレビアニメ『禁書目録』とのコラボレーション。
ゴッドイーター バースト
バンダイナムコゲームスのPSP用ソフト。テレビアニメ『禁書目録II』とのコラボレーション。
「追加データパックVer.1.0」で「とある神機の欠陥電気」と題したコラボレーション企画が配信。特定のアラガミを駆逐した際に手に入るコインを集めると、御坂妹もしくは一方通行の衣装が手に入る。
この素晴らしい世界に祝福を！ファンタスティックデイズ
サムザップのスマートフォン用ゲームアプリ。テレビアニメ『超電磁砲T』とコラボレーション。
＃コンパス 戦闘摂理解析システム
NHN PlayArtとドワンゴのスマートフォン用ゲームアプリ。テレビアニメ『超電磁砲T』とコラボレーション。
サウザンドメモリーズ
アカツキのスマートフォン用ゲームアプリ。テレビアニメ『超電磁砲S』のコラボレーション。
さくらインターネット
エイプリルフール企画でテレビアニメ『超電磁砲』および『超電磁砲S』とコラボレーション。副題は2010年が「とある日常の喫茶店（コーヒーショップ）」、2013年が「とある科学の電脳要塞（データセンター）」だった。
サモンズボード
ガンホー・オンライン・エンターテイメントのスマートフォン用ゲームアプリ。テレビアニメ『禁書目録III』とのコラボレーション。
Shadow of Eclipse
ゲームポットのオンラインゲーム。テレビアニメ『超電磁砲S』とのコラボレーションユニット（美琴、黒子、麦野、フレンダ、絹旗、一方通行、御坂妹）が登場。
JOYSOUND
スタンダード が運営するカラオケボックスチェーン店。テレビアニメ『禁書目録Ⅲ』『超電磁砲S』『超電磁砲T』とそれぞれコラボキャンペーンを行った。
消滅都市2
Wright Flyer Studiosのスマートフォン用ゲームアプリ。テレビアニメ『禁書目録』とのコラボレーション。
白猫テニス
コロプラのスマートフォン用ゲームアプリ。テレビアニメ『禁書目録III』とのコラボレーション。
社長、バトルの時間です!
KADOKAWAとでらゲーおよび株式会社プリアップパートナーズが共同制作したスマートフォンゲーム。テレビアニメ『禁書目録III』とのコラボレーション。
真・女神転生イマジン
ケイブのオンラインゲーム。テレビアニメ『超電磁砲』とのコラボクエスト。
スーパーロボット大戦X-Ω
バンダイナムコエンターテインメントのスマートフォン・タブレット用のゲームアプリ。期間限定参戦作品としてゲーム『とある魔術の電脳戦機』が登場。
ユニットとしてテムジン707（上条）、バル・ルルーン（インデックス）、ライデン ”Judge Igniters”（美琴）、フェイ・イェン・ザ・ナイト "Judge Igniters"（黒子）、スペシネフ ”Rusty Blood”（一方通行）が登場。
スカッとゴルフ パンヤ
ゲームポットのオンラインゲーム。テレビアニメ『超電磁砲S』のアバター（美琴、黒子、初春、佐天、御坂妹、フレンダ）、コラボレーションイベント、カットイン、ゲコ太のお楽しみボックスからは録り下ろしボイスクラブセット、ショット失敗時に『超電磁砲S』第10話でのフレンダの台詞「だうー」を言うカットインが出現。
絶対ヒーロー改造計画
日本一ソフトウェアのPSP用ソフト。インデックスのコスチュームがある。
戦国アスカZERO
ORATTAのスマートフォン用ゲームアプリ。テレビアニメ『超電磁砲S』とのコラボレーション。
戦乱のサムライキングダム
マイネットゲームスのスマートフォン用ゲームアプリ。テレビアニメ『超電磁砲S』とのコラボレーション。
ソードアート・オンライン コード・レジスタ
バンダイナムコエンターテインメントのスマートフォン用ゲームアプリ。『謎解目録』、『魔法科高校の劣等生 LOST ZERO』と共に『最強×最強×最強 電撃文庫大作戦！』と題したトライアングルコラボイベントが実施された。
空と大地のクロスノア
Aimingのスマートフォン・タブレット用オンラインストラテジーゲーム。テレビアニメ『超電磁砲S』とのコラボレーション。
立川市
立川観光協会とのコラボで『とある自治体の地域振興』を行った。
チェインクロニクル3
セガゲームスのオンラインカードバトルRPG。テレビアニメ『禁書目録III』『超電磁砲T』とのコラボレーション。
CHUNITHM AMAZON
セガ・インタラクティブのアーケード音楽ゲーム。テレビアニメ『超電磁砲S』とのコラボレーション。
D4DJ Groovy Mix
ブシロードとDONUTSのスマートフォン用ゲームアプリ。電撃＆NBCユニバーサル30周年を記念したコラボ企画でテレビアニメ『禁書目録』『超電磁砲』とコラボレーション。
ディバインゲート
ガンホー・オンライン・エンターテイメントのスマートフォンアプリ。映画『エンデュミオンの奇蹟』とのコラボレーションクエストが発生。
テイルズウィーバー
ネクソンのオンラインゲーム。テレビアニメ『超電磁砲S』のアイテム、ゲーム内イベント。
デート・ア・ライブ 约战：精灵再临
アクセスブライトと中国黒桃互動社のスマートフォンアプリ。テレビアニメ『禁書目録Ⅲ』とのコラボレーション。
電撃学園RPG Cross of Venus
アスキー・メディアワークスのニンテンドーDS用ソフト。
2009年3月19日に発売された電撃文庫15周年記念作品。本作を含めた多数の電撃文庫作品が共演するアクションRPG。
本作の時系列は第1巻前半。上条当麻が出逢ったばかりのインデックスを巡り、ステイルや神裂火織と対立していた頃。また、時間軸を捻じ曲げられ、先の展開を目撃したり未来から現れる人物もいる他、「魔術を使えば『灼眼のシャナの“存在の力”に干渉出来る」、「魔術関係者の中に異世界に関しての知識を持つ者がいる」などとクロスオーバー作品ならではの独自設定も表れる。
2011年2月10日に発売したリメイク版『電撃学園RPG Cross of Venus SPECIAL』にも出演。
電撃文庫 FIGHTING CLIMAX
2014年3月18日から稼働している電撃文庫キャラクターが登場するアーケード用対戦格闘ゲーム。
本作からはプレイヤーキャラクターとして御坂美琴、サポートキャラクターとして上条当麻が参戦する。
電撃文庫：零境交錯
セガゲームスと91Actが共同で開発した海外向けのゲーム。iOS/Android用アプリ。2018年8月7日に中華人民共和国から提供開始され、後に26カ国に対応した。ジャンルは2Dアクションバトル。
電撃モバイル、電撃G'sモバイル
アスキーメディアワークスの携帯電話用情報配信サイト。
テレビアニメ『禁書目録』『禁書目録II』『超電磁砲』アプリが利用できる。
電撃モバイル For Android、電撃G'sモバイル For Android
アスキーメディアワークスのスマートフォン用情報配信サイト。
テレビアニメ『禁書目録』『禁書目録II』『超電磁砲』のアプリが利用できる。
天華百剣 -斬-
DeNAとKADOKAWAのスマートフォンアプリ。テレビアニメ『超電磁砲T』とコラボレーション。
電脳戦機バーチャロン
セガ・インタラクティブのアーケードゲーム。『禁書目録』とのコラボレーション小説が鎌池和馬によって執筆された。2018年にゲーム化。
トイ・ウォーズ
ガンホー・オンライン・エンターテイメント→UtoPlanetのオンラインゲーム。テレビアニメ『禁書目録II』のコラボくじ（フィギュア☆スター）。
東京ヴェルディ1969
日本プロサッカーリーグ（Jリーグ）に加盟するプロサッカークラブ。2014年、テレビアニメ『超電磁砲』とのコラボレーション企画が行われた。
東亰ザナドゥ
日本ファルコムのPS Vita用ソフト。『電撃PlayStation』での限定DLCにて上条と美琴の制服が配信。PlayStation 4のリメイクでも同様に電撃PSにて限定DLCとして配信。
トキメキファンタジー ラテール
ゲームポットのオンラインゲーム。テレビアニメ『超電磁砲S』のコラボクエスト、録り下ろし声変わリング、アバター（美琴、黒子、上条、初春、佐天、ゲコ太）。
刀使ノ巫女 刻みし一閃の燈火
スクウェア・エニックスのスマートフォン用ゲームアプリ。テレビアニメ『超電磁砲T』とコラボレーション。
ドラゴンポーカー
アソビズムのスマートフォン用ゲームアプリ。テレビアニメ『禁書目録III』とのコラボレーション。
乃木坂春香の秘密 こすぷれ、はじめました♥
アスキー・メディアワークスのPS2用ソフト。乃木坂春香のコスプレにインデックスの衣装とイベントがある。
ナナリズムダッシュHYPER
サミーネットワークスのスマートフォン用ゲームアプリ。『Pとある魔術の禁書目録』とコラボレーション。
バンドリ! ガールズバンドパーティ!
ブシロードとCraft Eggのスマートフォンアプリ。テレビアニメ『超電磁砲T』とのコラボレーション。
2020年6月30日から7月10日まで開催された。イラストやライブ衣装が本作のキャラクターのものになったり、コラボレーション楽曲のプレイ動画が公開された。
ピザハット
ファーストフードチェーン。テレビアニメ『超電磁砲』や『禁書目録Ⅱ』とタイアップ。
非人類学園 -Extraordinary Ones-
X.D.Globalのスマートフォン用ゲームアプリ。テレビアニメ『一方通行』『超電磁砲T』とコラボレーション。
ビビッドアーミー
CTWのオンラインゲーム。テレビアニメ『超電磁砲T』とコラボレーション。
ファンタシースターオンライン2
セガゲームスのオンラインゲーム。『とある魔術の電脳戦機』とコラボレーション。
ファンタシースターポータブル2 インフィニティ
セガのPSP用ソフト。
DLコンテンツ有料で衣装（インデックス、美琴、黒子）
武器として超電磁砲が手に入る。
フィギュアストーリー
Nuverseのスマートフォン用ゲームアプリ。テレビアニメ『超電磁砲T』とコラボレーション。
ブルーアーカイブ -Blue Archive-
NEXON及びYostarのスマートフォン用ゲームアプリ。テレビアニメ『超電磁砲T』とのコラボレーションイベント「とある科学の青春記録」が開催決定。
プレシャスメモリーズ
ムービック×エンスカイのトレーディングカードゲーム。テレビアニメ『超電磁砲』『超電磁砲S』が参加している。
Paperman
ゲームポットのオンラインゲーム。テレビアニメ『超電磁砲S』のアバター（美琴、黒子、上条、初春、佐天、フレンダ、一方通行）、超電磁砲スキルの習得、武器としてフレンダの爆弾人形を販売。
ポコロンダンジョンズ
グレンジのスマートフォン用ゲームアプリ。テレビアニメ『禁書目録』とのコラボレーション。
魔界戦記ディスガイア4
日本一ソフトウェアのPS3用ソフト。作中の技演出にインデックスが登場している。
魔法科高校の劣等生 LOST ZERO
スクウェア・エニックスのスマートフォン用ゲームアプリ。コラボ期間中は、テレビアニメ『禁書目録』のキャラクターたちが敵として登場するバトルイベントやプレミアムガチャにコラボカードが追加された。またモバイルゲーム『謎解目録』、『ソードアート・オンライン コード・レジスタ』と共に『最強×最強×最強 電撃文庫大作戦！』と題したトライアングルコラボイベントが実施された。テレビアニメ『超電磁砲S』『禁書目録III』とも後にコラボ。
魔法使いと黒猫のウィズ
コロプラのスマートフォン用ゲームアプリ。テレビアニメ『禁書目録Ⅲ』『一方通行』とのコラボイベントが開催された。
MAPLUSキャラdeナビ
エディアのスマートフォン用の徒歩・カーナビアプリ。テレビアニメ『超電磁砲T』より御坂美琴、白井黒子とコラボレーション。
MAPLUSポータブルナビ3
エディアのPSP用の徒歩・カーナビソフト。テレビアニメ『超電磁砲』より御坂美琴、白井黒子とコラボレーション。
メダロットS
イマジニアのスマートフォン用ゲームアプリ。『超電磁砲T』とのコラボレーション。
モンスターストライク
XFLAGのスマートフォン用ゲームアプリ。電撃文庫創刊25周年を記念したコラボ企画で、『禁書目録』から一方通行が、『超電磁砲』から御坂美琴が登場した。
結城友奈は勇者である 花結いのきらめき
KADOKAWA アスキー・メディアワークス、オルトプラス、scopesのスマートフォンおよびPCブラウザ用ゲーム。テレビアニメ『超電磁砲T』とのコラボレーション。
ユニゾンリーグ
エイチームのスマートフォン用ゲームアプリ。テレビアニメ『超電磁砲T』とのコラボレーション。
ゆるドラシル
クローバーラボのスマートフォン用ゲームアプリ。テレビアニメ『禁書目録』とのコラボレーション。
嫁コレ
NECビッグローブのスマートフォン用カードコレクションゲームアプリ。テレビアニメ『禁書目録II』から上条、インデックス、一方通行、打ち止め、神裂、小萌。テレビアニメ『超電磁砲』から美琴、黒子、初春、佐天。映画『エンデュミオンの奇蹟』からアリサの音声付き画像が登場。
ラストピリオド -終わりなき螺旋の物語-
Happy Elementsのスマートフォン用ゲームアプリ。テレビアニメ『禁書目録III』とのコラボレーション。
リセ オーバーチュア
ムービックのトレーディングカードゲーム。テレビアニメ『禁書目録III』が参戦。
燐光のレムリア
USERJOY JAPANのオンラインゲーム。テレビアニメ『超電磁砲S』とのコラボレーションアイテム、特別マップが登場。
Le Ciel Bleu 〜ル・シエル・ブルー〜
USERJOY JAPANのオンラインゲーム。テレビアニメ『超電磁砲S』とのコラボレーションアイテムが登場。
ルーセントハート
ガマニアデジタルエンターテインメントのオンラインゲーム。テレビアニメ『禁書目録II』のオリジナルクエスト、アバター。
ルナティア -プラチナファンタジーオンライン-
エムゲームジャパンのオンラインゲーム。テレビアニメ『禁書目録』とのコラボイベント、アバターが登場。
LORD of VERMILION III Ark-cell
スクウェア・エニックスより発売された日本のオンライントレーディングカードアーケードゲーム。映画『エンデュミオンの奇蹟』から御坂美琴とインデックスが登場する。
LORD OF KNIGHTS
Aimingのスマートフォン用ゲームアプリ。テレビアニメ『超電磁砲S』とのコラボダンジョン、コラボカードが登場。

## イベント
とある自治体の地域振興（プロモーション）
2011年から行われている、立川市を開催地としたコラボ事業イベント。
とある魔術と科学の詠唱祝祭（サウンドパーティー） in YOKOHAMA
2013年10月27日、横浜みなとみらいホール 大ホールで開催されたライブイベント。
とある魔術と科学の大博覧会（とあるエキスポ）
2018年11月3日から11月25日、西武渋谷店Movida館6階にて開催されたイベント。
ミニ大覇星祭in秋葉原
2020年1月10日から1月12日、秋葉原UDXサボニウス広場にて開催されたイベント。
とある科学の超電磁砲Tスペシャルイベント 〜大覇星祭in舞浜〜
2020年10月18日に舞浜アンフィシアターで開催される予定だったイベント。新型コロナウイルス感染症（COVID-19）流行のため中止となった。